# Canaux de la ville de Lille
Les canaux de la ville de Lille formaient un réseau dense, en majorité non navigable, constitué du XIe siècle au XVIIe siècle à l'intérieur de l'enceinte de 1670, complété au sud de ce rempart, sur le territoire des actuels quartiers Vauban-Esquermes et de Wazemmes par des aménagements  réalisés au XVIe siècle (canal des stations) et au XVIIe siècle (canal Vauban et digue). Depuis un accord entre le Châtelain Jean et le magistrat de la ville lors de la canalisation de la Haute Deûle en 1271, l'ensemble de ces voies d'eau faisait partie du domaine communal y compris les bras de la Deûle qui les alimentaient en amont.
Ces canaux insalubres ont été comblés ou recouverts à la fin du XIXe siècle et au début du XXe siècle.

## Historique

### Origine
Avant l'émergence urbaine de Lille et la création de sa première enceinte, les cours d'eau s'écoulant à l'emplacement de la ville actuelle étaient limités aux bras de la Deûle et à trois  modestes affluents, le Becquerel ou « Chaude Rivière » qui prenait sa source à Fives, la Riviérette dont la source était située approximativement à l'emplacement du carrefour du boulevard Jean-Baptiste-Lebas, de la rue Solférino, de la rue d'Arras, de la rue de Cambrai et un très court ruisseau à l'emplacement de l'actuel parc Matisse. 
La Deûle se divisait en 2 bras en aval de la  planche à Quesnoy, confluent situé à l'emplacement du quai de l'Ouest au bord de l'actuelle gare d'eau entre le canal de la Haute Deûle et le port de Lille au sud du quartier des Bois Blancs. 
- Le plus important, l’Arbonnaise ou Fourchon qui s'écoulait à Esquermes puis à Wazemmes entre les actuels boulevard Vauban et rue Nationale.
- La Haute Deûle canalisée au XIIe siècle dont le cours correspondait approximativement à celui de la Deûle dans le quartier des Bois Blancs et rejoignait le Fourchon derrière l’actuel jardin Vauban, approximativement à la jonction du boulevard Vauban et de la rue Desmazières.

Avant les premières canalisations du Moyen-Âge, ces deux bras se confondaient peut-être dans une large zone humide.
Un troisième bras  moins important, le Bucquet dérivait de la Haute Deûle au pont de Canteleu passait à l’emplacement de la partie nord de la Citadelle et rejoignait un bras principal à l'emplacement de l'angle de la rue d'Angleterre et de la rue Jean-Moulin dans le Vieux-Lille.
Ces bras se jetaient dans la Basse-Deûle (actuelle avenue du Peuple-Belge), cours aval unique de la rivière.
Les parcours originels de ces bras de la Deûle et de ses affluents avant le XIIe siècle ne sont pas déterminés avec certitude et font l'objet de débats entre historiens.

### Constitution du réseau intérieur
Le réseau qui se constitue du XIe siècle au début du XVIIe siècle est la résultante de canalisations d'écoulements naturels antérieurs, de creusements artificiels et de l'utilisation d'anciens fossés extérieurs de remparts transformés en canaux intérieurs lors des extensions de l'enceinte.
Ces aménagements drainent la zone humide qui s'étendait dans le centre de la ville et permettent son urbanisation au Moyen-Âge.
Contrairement à ceux de la plupart des villes flamandes, tracés au milieu des rues, les canaux de Lille s'écoulaient à l'intérieur des îlots à l'arrière des maisons ce qui donnait un accès à l'eau aux habitants et favorisait les activités artisanales. À l'origine, les canaux étaient nettoyés par un effet de chasse, à la suite d'ouvertures périodiques des vannes au départ des fossés de l'enceinte. Ceux-ci étaient des réservoirs alimentés par la haute Deûle et le Fourchon. Cette configuration devient un inconvénient à la suite du détournement d'une grande partie des eaux vers les fossés de la Citadelle par le canal Vauban en 1669 puis par le canal de la Moyenne Deûle en 1750 ce qui tarit le Fourchon et par conséquent les fossés des remparts. Faute de courant, l'eau devient stagnante ce qui rend insalubres ces canaux étroits.
Ces voies d'eau étaient enjambées par de nombreux ponts, au passage de chaque rue, très rapprochés sur certains tronçons, par exemple rue des Ponts-de-Comines où des ponceaux donnaient accès à chaque maison de la rive sud-est (côté Saint-Maurice).
Ils passaient également sous les constructions, par exemple, le pont de la rue Esquermoise sur le canal de Weppes était bordé de maisons côté nord (vers la cathédrale). Cet ancien passage, actuellement piétonnier, est visible entre la rue de Weppes et la rue Thiers.

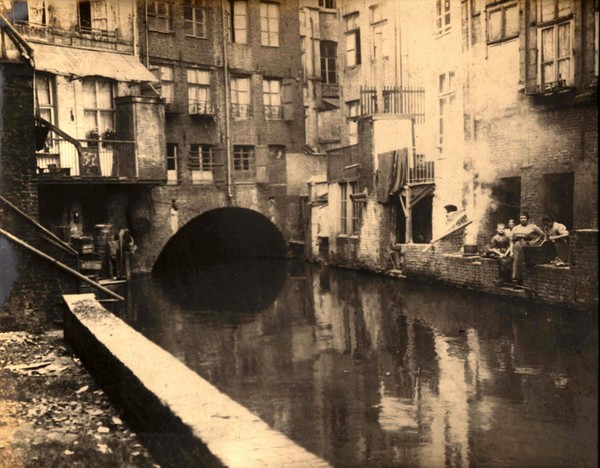
Passage du canal du pont de Weppes sous une maison de la rue Esquermoise
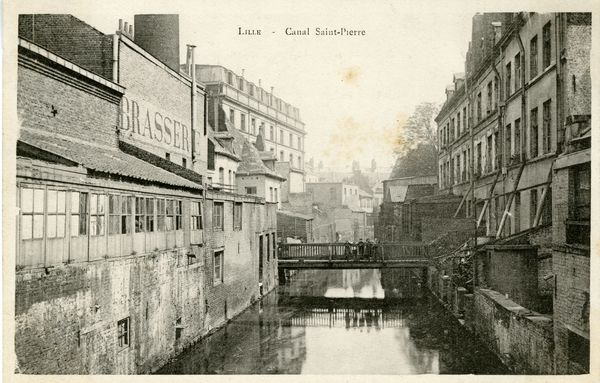
Pont sur le canal de la Monnaie reliant la rue des Trois Mollettes à la rue du Cirque
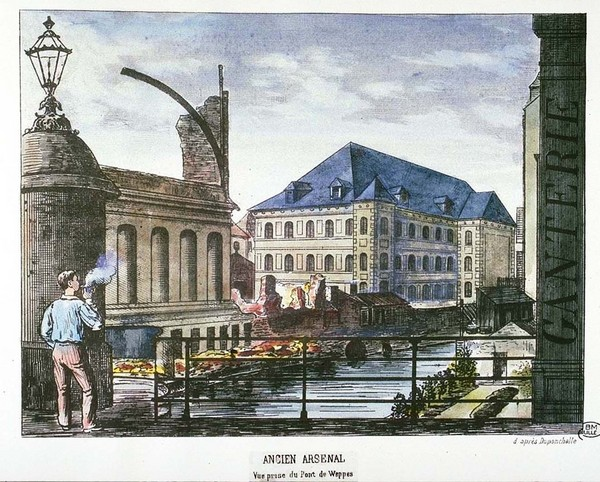
Pont de la rue Esquermoise sur le canal de Weppes

#### La cunette et la formation des canaux intérieurs
La cunette était le fossé en eau qui entourait les enceintes successives de la ville sauf la dernière, celle de 1858, où l'alimentation en eau du fossé était interrompue au sud de la ville. La cunette était alimentée par les bras de la Deûle, Fourchon, Arbonnoise, Bucquet, puis par le canal des stations qui était une dérivation artificielle de cette rivière et par ses affluents, Becquerel et Riviérette. La cunette alimentait elle-même les canaux intérieurs. Plusieurs parties de la cunette englobées dans la ville fortifiée lors de ses agrandissements sont devenus des canaux intérieurs.

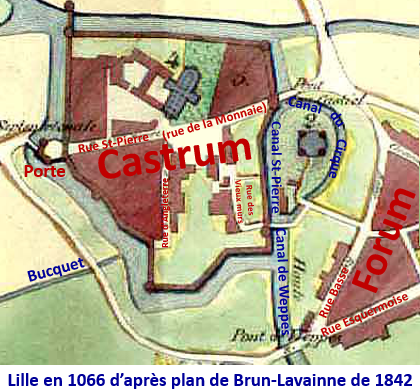
L'enceinte et ses fossés en 1066
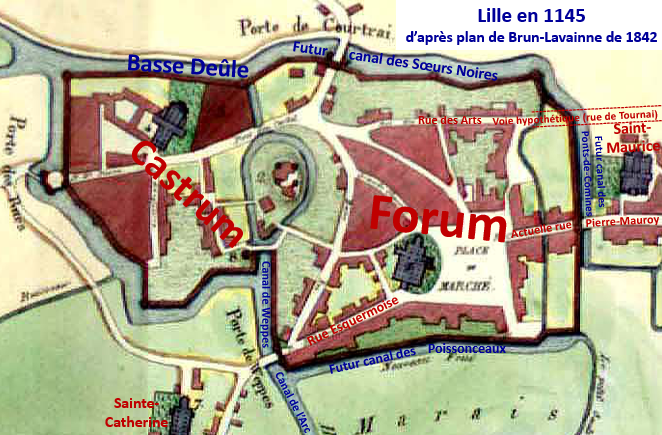
L'enceinte et ses fossés en 1145

Le canal de la Monnaie ou canal Saint-Pierre est l'ancien fossé de la partie sud-est de la première enceinte qui entourait le castrum mentionné dans la Charte de dotation de la collégiale Saint-Pierre de 1066. Ce fossé en contrebas de l'ancienne motte castrale arasée en 1848 où s'élève l'actuelle cathédrale Notre-Dame de la Treille était complété par un fossé en boucle. Ce fossé deviendra le canal du Cirque, du nom d'un établissement établi sur la motte au début du  XIXe siècle .
Les fossés de l'enceinte du début du XIIe siècle  qui s'étend au sud-est de l'enceinte primitive pour entourer le forum sont à l'origine ; 
- au nord-est, du canal des Sœurs-Noires et du canal du moulin du château qui s'écoulaient entre les actuelles rues des Arts et des Jardins parallèlement à ces rues et jusqu'à la Basse Deûle à l'emplacement de la place Louise de Bettignies. Ce fossé deviendra un canal intérieur lors de l'agrandissement de 1617.
- au sud-est, du canal de la rue de la Quénette, du canal des Ponts-de-Comines, du canal de la rue de Paris qui forment la limite des paroisses Saint-Maurice et Saint-Étienne et deviendront des canaux intérieurs lors de l'extension de l'enceinte autour des paroisses Saint-Maurice et Saint-Sauveur,
- au sud ouest, du canal des Poissonceaux,
- au nord-est, du canal du Pont-de-Weppes ou canal de Weppes qui s'écoulait du pont de Weppes (rue Esquermoise) à la rue des Trois-Molettes. L'autre rive du canal de Weppes prolongé par le canal de la Baignerie ou canal de la rue de l'Arc sera longée par l'enceinte étendue en 1370 autour du faubourg de Weppes (paroisse Sainte-Catherine).

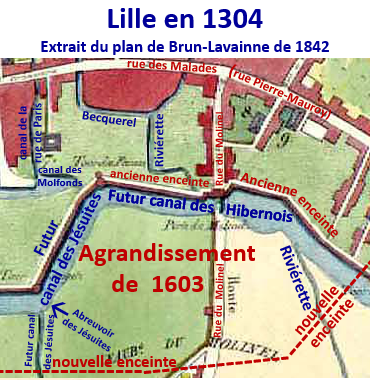
Riviérette en 1304
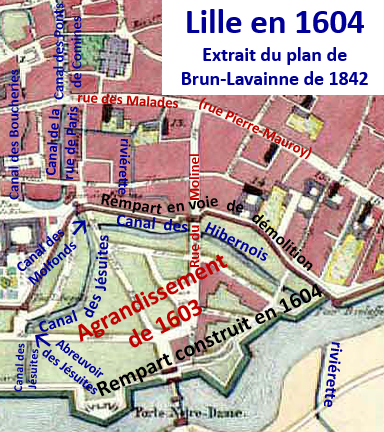
L'enceinte étendue en 1604

Les fossés de l'enceinte  qui a englobé les paroisses Saint-Maurice et Saint-Sauveur et l'ilot Rihour à la fin du XIIe siècle ou au début XIIIe siècle sont à l'origine du canal des Molfonds, du canal des Jésuites et du canal des Hibernois alimenté par la Riviérette créés lors de l'agrandissement de la ville en 1603.
Lors de l'agrandissement de la ville en 1617 au nord-est, du faubourg des Reignaux à l'îlot du Gard, le fossé de l'enceinte de l'ancien château de Courtrai détruit en 1599 est devenu le canal du Pont-de-Flandre.
Cependant, le fossé au sud de l'ilot Rihour, de l'emplacement de l'ancienne tour de l'Angèle, actuel square Morisson jusqu'à l'angle des actuelles rue Thiers et du Nouveau siècle) fut comblé lors de l'agrandissement de 1603. Lors de l'agrandissement de 1670, la partie de la première enceinte qui entourait le castrum, approximativement de l'angle de la rue d'Angleterre et de la rue Jean-Moulin au pont-neuf fut également détruite avec comblement de son fossé ainsi que, dans son prolongement au sud-ouest la partie de l'enceinte de l'agrandissement de 1370 autour du faubourg de Weppes (quartier Sainte-Catherine) jusqu'à la porte de la Barre.
Lors de la dernière extension de l'enceinte en 1858, la cunette du rempart de 1670 fut également comblée du quai du Wault à la Noble Tour.

#### Consistance du réseau

##### Liaisons nord-est-sud-ouest

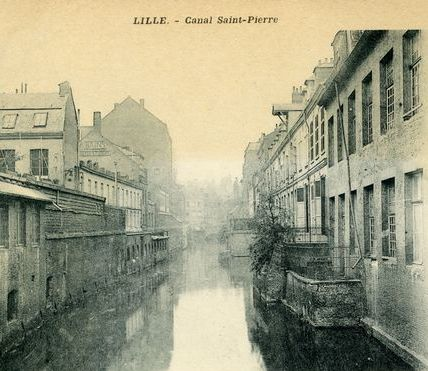
Le canal Saint-Pierre vers 1900

- Canal de la Baignerie ou canal de l'Arc, canal de Weppes, canal du Cirque et canal Saint-Pierre ou canal de la Monnaie. Cet ensemble de canaux non navigables qui reliaient la Haute-Deûle à la Basse-Deûle en longeant la Motte castrale et le castrum est probablement le plus ancien. Le canal de la Monnaie bordait la première enceinte autour du castrum dont la rue des Vieux murs garde le souvenir. Le canal du Cirque formait avec le canal de la Monnaie une boucle autour de la motte castrale. Le canal de la Baignerie, le plus en amont de cet ensemble, correspondait au fossé de l'enceinte du faubourg de Weppes datant de l'agrandissement de 1370 ayant englobé ce quartier, la paroisse Sainte-Catherine, dans la ville. Avant la création du canal de la Moyenne Deûle en 1751, les marchandises transitant entre le port du Wault et la Basse Deûle étaient transportées par voie terrestre par les voies carrossables les plus proches (rue de la Barre, rue Basse)[1].
- Deux ensembles parallèles dont le creusement  à une date incertaine, au XIIe siècle ou au cours du  XIIIe siècle, a contribué à assécher au cours du  dans le centre de Lille le bras de la Deûle, qui s’étendait en largeur, approximativement de la Grand-Place à la rue des Ponts-de-Comines,  et à permettre l’urbanisation de cet espace compris entre le forum primitif (à l’intérieur du triangle formé par la  rue Esquermoise, la rue Basse, la rue de la Grande-Chaussée, la rue de la Bourse) et le bourg de Fins (autour de l’église Saint-Maurice), ce qu'attestent la fondation de l’hospice Saint-Nicolas en 1231 à l’emplacement de l’angle des rues Neuve et Saint-Nicolas, de la halle échevinale en 1253  à l’emplacement de l’arrivée de la rue Faidherbe sur la place du Théâtre et des boucheries à proximité en 1285. 
  - Canal de la rue de Paris, canal des Ponts-de-Comines (à l'emplacement de la rue éponyme), canal de la rue de la Quenette, ensemble reliant le canal de la Rue de la Vieille Comédie au sud-ouest (prolongement du canal des Poissonceaux) au canal des Sœurs Noires au nord-est. Ces canaux provenaient de la cunette de l'enceinte du début du XIIe siècle autour du forum.
  - Canal des Boucheries, du nom de Boucheries créées en 1285 derrière la halle échevinale (approximativement à l'emplacement de l'accès du théâtre du Nord sur la rue Saint-Nicolas). Ce canal était relié au canal de la porte de Paris par le canal de la Rue de la Vieille Comédie et, à l'autre extrémité, au canal des Sœurs Noires. Il était parallèle à l'ensemble précédent également dans une direction nord-est-sud-ouest et s'écoulait à l'intérieur du territoire englobé par l'enceinte du début du XIIe siècle  et correspond à l'aménagement d'un port vers 1281 entre la tour Rihour (qui était située à l'angle de la Rue de la Vieille Comédie et de la rue des Fossés) et le pont de Fins (qui enjambait la rue de la Cordwannerie, actuelle rue Pierre-Mauroy) en liaison avec la canalisation de la Haute-Deûle à la même époque. Ce port s'envasa et devint inutilisable[2],[a],[b].
- Canal des Molfonds (qui passait sous la rue des Molfonds qui tient son nom de la nature du terrain humide) se prolongeant par le canal des Jésuites  entre la rue de Fossés et la rue de Béthune. Ces deux canaux correspondent à un tronçon du fossé du  l'enceinte du XIIIe siècle entre la tour Rihour (à l'angle de la rue des Fossés et de la Rue de la Vieille Comédie) et la tour de l'Angèle (à l'angle de la rue du Palais Rihour et du square Morisson, ancien abreuvoir des jésuites) ou à un fossé creusé antérieurement non à un cours d'eau naturel[3]. Ce tronçon de l'ancienne enceinte  a fait l'objet de fouilles en 1990-1991 place Rihour[4]. C'était une levée de terre bordée d'un fossé de 8 mètres de largeur et de 1,1 mètre de profondeur daté de 1215 à 1295. La levée fut surélevée d'un parapet de briques en 1315-1325. Le canal des jésuites, ainsi nommé car passant sous l'ancien collège des Jésuites établi en 1606 (hôpital militaire, actuellement services de la Préfecture), se prolonge au-delà de la tour de l'Angèle  lors de l'agrandissement de 1603 jusqu'à la nouvelle enceinte parallèle à l'actuel boulevard de la Liberté dans l'axe de l'actuelle rue Gombert. Ces canaux dans le prolongement du canal de la rue de Paris débouchaient sur la cunette longeant la partie du rempart construit lors de cet agrandissement.

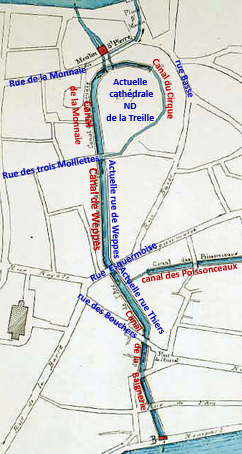
Anciens canaux dans le Vieux-Lille (Saint-Pierre-Sainte-Catherine)
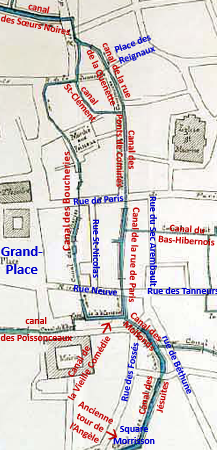
Anciens canaux du centre ville de Lille

##### Canaux orientés nord-ouest-sud-est (perpendiculaires aux liaisons précédentes)

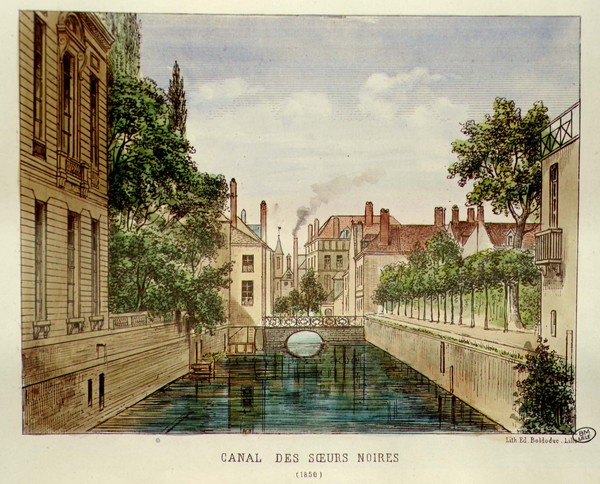
Le canal des Soeurs Noires

- Canaux correspondant à d'anciens fossés d'enceinte ;
  - Canal des Poissonceaux. Reliant le canal du pont de Weppes au canal des Boucheries, ce canal correspond à un tronçon de l'enceinte du début du XIIe siècle qui englobait le forum. Il devient un canal intérieur lors de l'agrandissement du XIIIe siècle, reconstruction faisant suite à la destruction des sièges de 1213, englobant l'ilot Rihour. Ce canal pourrait correspondre avant la construction des premières enceintes au cours aval du Becquerel[5] ou à celui du Bucquet[6],[c].
  - Canal des Sœurs Noires qui relie le canal de la rue de la Quenette à l'abreuvoir Saint-Jacques. Ce canal qui doit son nom à un couvent d'Augustines vêtues de robes noires serrées de ceinture de cuir installé en 1279 contre le rempart. Ce canal  correspond avec le canal du moulin du château qui le prolonge à un tronçon du fossé de l'enceinte du début du XIIe siècle.
  - Canal du moulin du château reliant l'abreuvoir Saint-Jacques à la Basse Deûle. Ce canal comportait une partie souterraine sous la rue des Tours et un moulin à son entrée dans le port de la Basse Deûle.
  - Canal du Pont de Flandre reliant l'abreuvoir Saint-Jacques à la Basse Deûle, correspondant au fossé qui entourait l'ancien château de Courtrai construit en 1299 et détruit en 1577. Ces fossés sont devenus des canaux intérieurs lors de l'agrandissement de 1617 qui reporte l'enceinte de la porte de Courtrai à la porte de Gand et de la porte des Reignaux à la porte de Roubaix.
- Canaux correspondant à des affluents de la Deûle s'écoulant dans la partie est de la ville (quartiers Saint-Sauveur et Saint-Maurice)
  - Becquerel : canal du Haut Becquerel qui entrait dans la ville à proximité de la porte de Tournai, parcourait le nord du quartier Saint-Sauveur et canal du Bas Becquerel qui débouchait dans le canal de la rue de Paris.
  - Riviérette : canal du Haut Hibernois dans le prolongement de la Riviérette et canal du Bas Hibernois qui étaient le fossé de l'enceinte du XIIIe siècle devenus des canaux intérieurs lors de l'agrandissement de 1603 ayant reporté le rempart de la  porte du Molinel (à l'angle de la rue de la Riviérette et de la rue du Molinel à la porte Notre-Dame à l'emplacement de l'actuelle place Richebé. Après cet agrandissement le canal du Haut-Hibernois pénétrait dans la ville à proximité de l'actuelle place Jacquard, passait sous la rue de la Vignette et longeait sur sa riev droite les jardins du couvent des Capucins, sur sa rive gauche la rue du Plat créée à la suite de ce déplacement de l'enceinte. Le canal du Bas Hibernois qui le prolongeait à partir du passage sous la rue du Molinel débouchait sur le canal des Molfonds. Un embranchement de la Riviérette se jetait dans le canal du Bas Becquerel.
  - Canal des Vieux hommes creusé de 1515 à 1519 pour empêcher les inondations du Becquerel. Ce canal à l'origine à l'extérieur de l'enceinte puis dans le territoire de l'agrandissement de 1617 était alimenté par la cunette et par un très court ruisseau (visible sur le plan Deventer) prenant sa source au nord de la porte de Roubaix. Ce canal débouchait sur le canal des Sœurs Noires. Il passait àl'arrière d'un hospice créé en 1636, la maison des Vieux Hommes d'où il tire son nom. Il sortait de la ville sous le rempart longeant la rue Militaire où un passage vouté est encore visible.

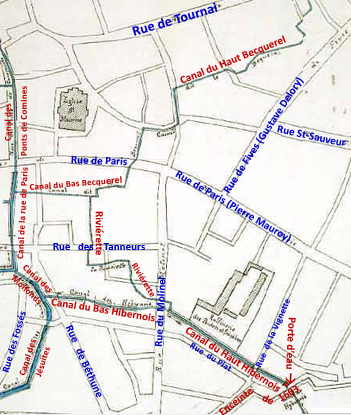
Canal des Hibernois, Becquerel et Riviérette sur plan de 1857
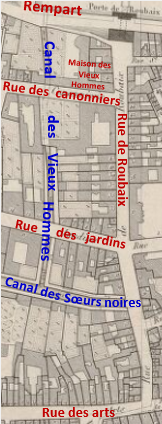
Le canal des Vieux Hommes sur plan de 1822
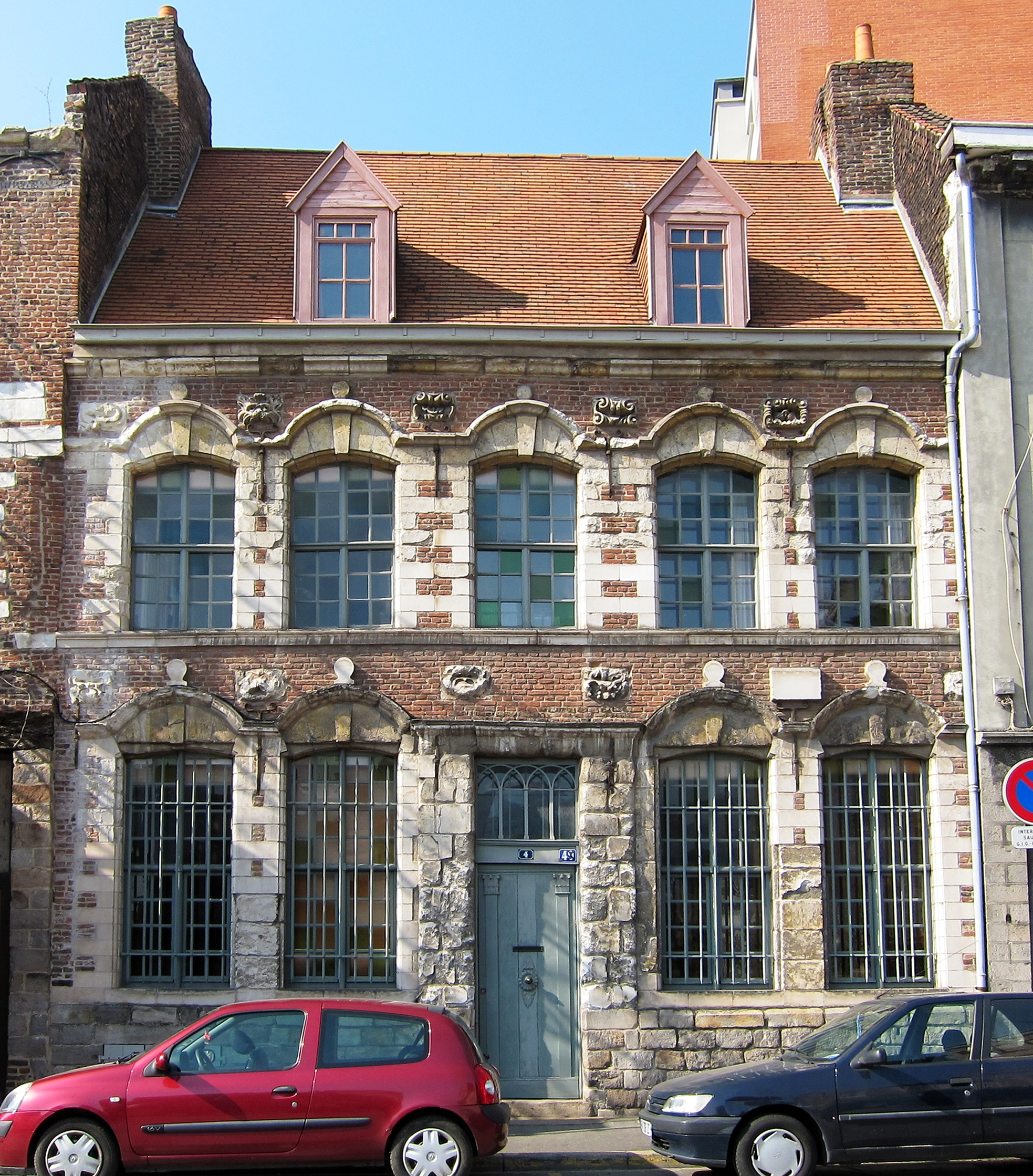
La maison des Vieux Hommes

##### Autres canaux
- Canal des Célestines du nom d'un ancien couvent, à l'emplacement d'un ancien bras de la Basse Deûle dans l'ilot du Gard à l'ouest de l'ancien château de Courtrai compris dans l'agrandissement de 1617.
- canal du magasin aux fourrages
- Canal Saint-Clément : court canal reliant le canal des Boucheries  au canal de la rue de la Quenette.
- Le Bucquet, bras de la Deûle, dont le cours originel aval était dans le quartier des Bois Blancs puis à l'emplacement de la Citadelle, alimentait la cunette de la première enceinte de la Ville qui entourait le castrum approximativement à l'emplacement de la rencontre des rues Jean-Moulin et d'Angleterre. Ce fossé  aboutissait à la Basse Deûle. Après l'agrandissement de 1370 qui englobe le faubourg de Weppes (paroisse Sainte-Catherine) dans une extension des remparts, la partie du fossé de cette enceinte primitive située long de la rue des Trois Molettes au sud-ouest de cette rue devient un canal souterrain dans l'axe du canal des Poissonceaux[d]. Lors de la construction de la Citadelle et de l'agrandissement de la ville en 1670, le Bucquet est détourné dans un canal souterrain, le « canal de la Citadelle » traversant le nouveau quartier et se déversant dans la Basse Deûle près du Pont-neuf.
- La Basse Deûle. L'ensemble des canaux intérieurs débouchaient dans la Basse Deûle qui était le port principal. Le Basse Deûle sortait de la ville au nord par une porte d'eau dans le rempart

### Création de voies d'eau à l'extérieur de l'enceinte
La Haute Deûle est canalisée en aval de la Bassée en 1271.
Le canal des stations destiné à améliorer l'alimentation du canal du Haut-Hibernois jusqu'alors très envasé est creusé en 1565. Ce canal était une dérivation du Fourchon ou Arbonnoise près de l'actuelle place de l'Arbonnoise. Son cours correspondait à l'actuelle rue des stations puis longeait l'enceinte fortifiée de Lille (proche du boulevard de la Liberté) jusqu'au canal du Haut-Hibernois à proximité de l'actuelle place Jacquard.
Le canal Vauban est creusé en 1669 de l'emplacement de l'actuelle place du Général Leclerc approximativement jusqu'à celui de l'actuelle porte de Dunkerque  pour acheminer les matériaux de construction de la Citadelle. Le canal Vauban après le prélèvement  du canal des Stations, détourne la plus grande partie des eaux de l'Arbonnoise à Wazemmes (canal de Wazemmes). Avant cette création, le canal de Wazemmes ou Fourchon était le plus abondant des bras de la Deûle. Son parcours correspondait aux actuelles rues Auber et du Sabot.
La digue était un ouvrage défensif construit par Vauban de 1670 à 1693 pour protéger la ville en cas de siège par des inondations. La digue était une levée de terre dont le tracé était une ligne brisée partant de la porte Notre-Dame (emplacement de la place Richebé) et aboutissant au pont de Canteleu sur la Haute Deûle. Cet ouvrage ponctué de quatre redoutes était longé par un canal de 10 mètres de large bordé d'un chemin qui était une promenade appréciée.
Le canal Vauban et le Fourchon traversaient la digue.

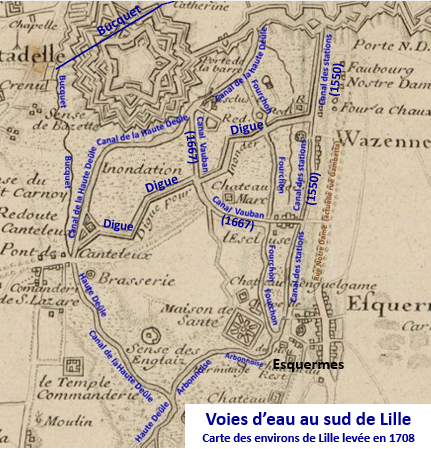
Voies d'eau au sud de Lille en 1708
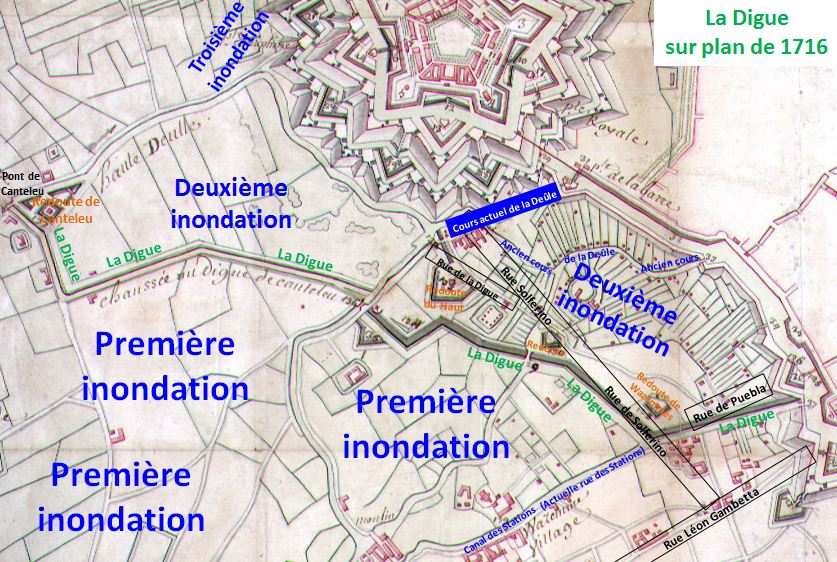
La Digue sur plan de 1716
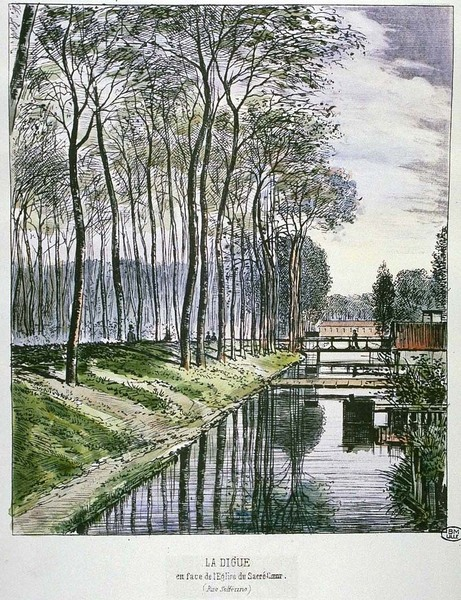
La digue près de l’emplacement de la future église  du Sacré-Cœur

Le canal de la Moyenne-Deûle ouvert en 1751 entre la Citadelle et la Façade de l'Esplanade supprime la rupture de charge entre la Haute-Deûle et la Basse Deûle.
Le port Vauban est creusé dans les années 1860 sur le cours du canal Vauban près de l'église Notre-Dame de la Consolation lors de la rectification du cours de la Haute Deûle entre la Citadelle et le jardin Vauban. Une deuxième darse est ajoutée vers 1880.

## Suppression

### Canaux intérieurs
Les canaux intérieurs, étroits, quasiment stagnants en raison du faible débit, établis sur la majorité de leur parcours, non au bord des rues mais à l'intérieur des ilots à l'arrière des constructions, étaient très insalubres. La création en 1751 du canal de la Moyenne Deûle qui consomme une grande partie de l'eau diminue encore le courant.
Ils sont ainsi décrits par Victor Derode dans l’histoire de Lille et de la Flandre wallonne parue en 1848 :
« 
Ces canaux hideux, aux parcours en ligne brisée avec des jonctions à angle droit, des impasses, reçoivent l’eau des égouts, s’emplissent de vase, des déchets des usines et des fosses d’aisance  ce qui contribue à en faire de véritables cloaques où une eau noire et infecte couvre à peine la fange qui obstrue le lit de la rivière. Les moulins et de fréquents barrages empêchent la navigation.
 »
Ces canaux sont recouverts ou comblés, au cours de la deuxième moitié du XIXe siècle pour la plupart, et jusque dans la première moitié  du XXe siècle, les derniers supprimés étant le canal de la Monnaie en 1922, le canal du pont de Weppes et le canal du cirque en 1933, la Basse Deûle dans les années 1930, son assèchement complet devant l'hospice général datant de 1953.

### Cours d'eau à l'extérieur de l'enceinte de 1670

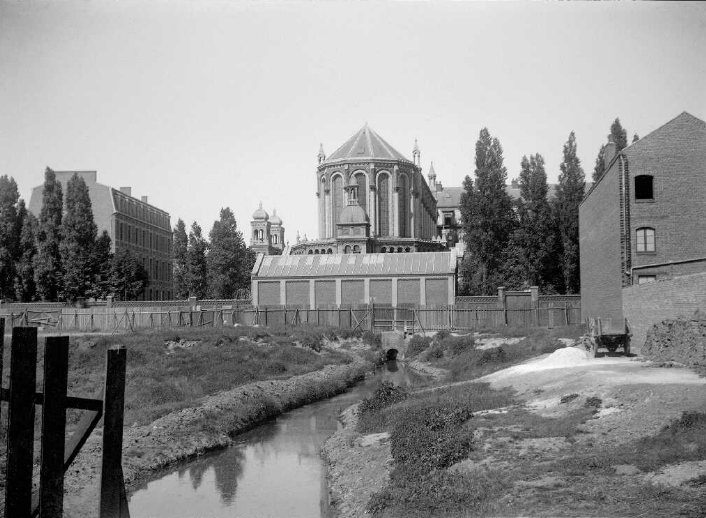
Le Fourchon derrière le collège Saint-Joseph vers 1902-1907

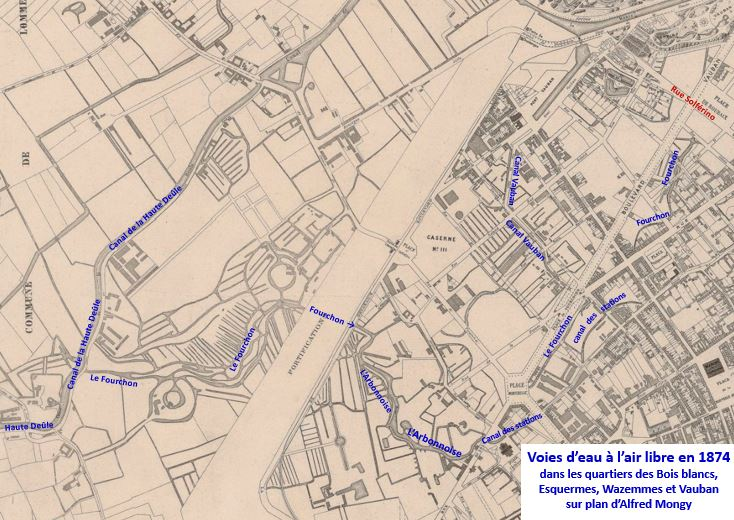
Voies d'eau au sud de Lille en 1874

#### Au sud-ouest
Lors de l'agrandissement de 1858, les anciens remparts sont arasés et la cunette comblée au début des années 1860 de la porte de la Barre à la Noble Tour, à l'exception de la porte de Paris préservée. Le boulevard de l'Impératrice, actuel boulevard de la Liberté et le boulevard Louis XIV sont tracés à leur emplacement.
La riviérette, modeste ruisseau qui s'écoulait à l'est de l'actuel boulevard Jean-Baptiste-Lebas, disparaît en même temps.
La digue est arasée au cours de la m̩ême période avec suppression du canal qui la longeait, également de la partie du canal des stations et du Fourchon entre les anciens remparts et la digue (approximativement entre le boulevard de la Liberté et la rue Solférino).
Le canal des stations de la rue Solférino à la place de l'Arbonnoise est recouvert un peu plus tard en 1883.
Quelques tronçons du Fourchon subsistent jusqu'au début du XXe siècle au sud de la rue Colson entre le boulevard Vauban et la rue Nationale.
À Esquermes l'Arbonnoise divisée en bras multiples reste au début du XXe siècle, jusqu'à son assèchement qui s'achève dans les années 1930, une vaste zone humide entre la rue de Turenne, la rue d'Isly et le boulevard de la Moselle (boulevard de ceinture de l'enceinte des années 1860).
A l'extérieur de ce boulevard, dans le quartier des Bois-Blancs, les bras de l'Arbonnoise disparaissent lors de l'aménagement du port de Lille dans les années 1950.
Le port Vauban est fermé en 1961 et comblé pour construire des logements et des bureaux. Il n'en reste aucun vestige.

#### Becquerel
Au nord des anciens remparts, dans l'autre zone inondable entre Fives et les alentours de l'ancien fort Saint-Agnès (emplacement actuel des gares et d'EuraLille), la Chaude Rivière n'a été recouverte progressivement qu'au cours de la première moitié du XXe siècle.

## Vestiges
Le réseau des anciens cours d'eau a presque entièrement disparu. Quelques traces dans le Vieux-Lille permettent de deviner leur passage.

### Canal du cirque, canal de la Baignerie
Les fossés longeant des maisons témoignent  de l'existence d'anciens canaux, celui de la place Gilleson derrière la cathédrale à l'emplacement du canal du Cirque recouvert en 1933, celui entre les maisons qui bordaient le canal de la Baignerie entre la rue des Bouchers et la rue de la Baignerie.

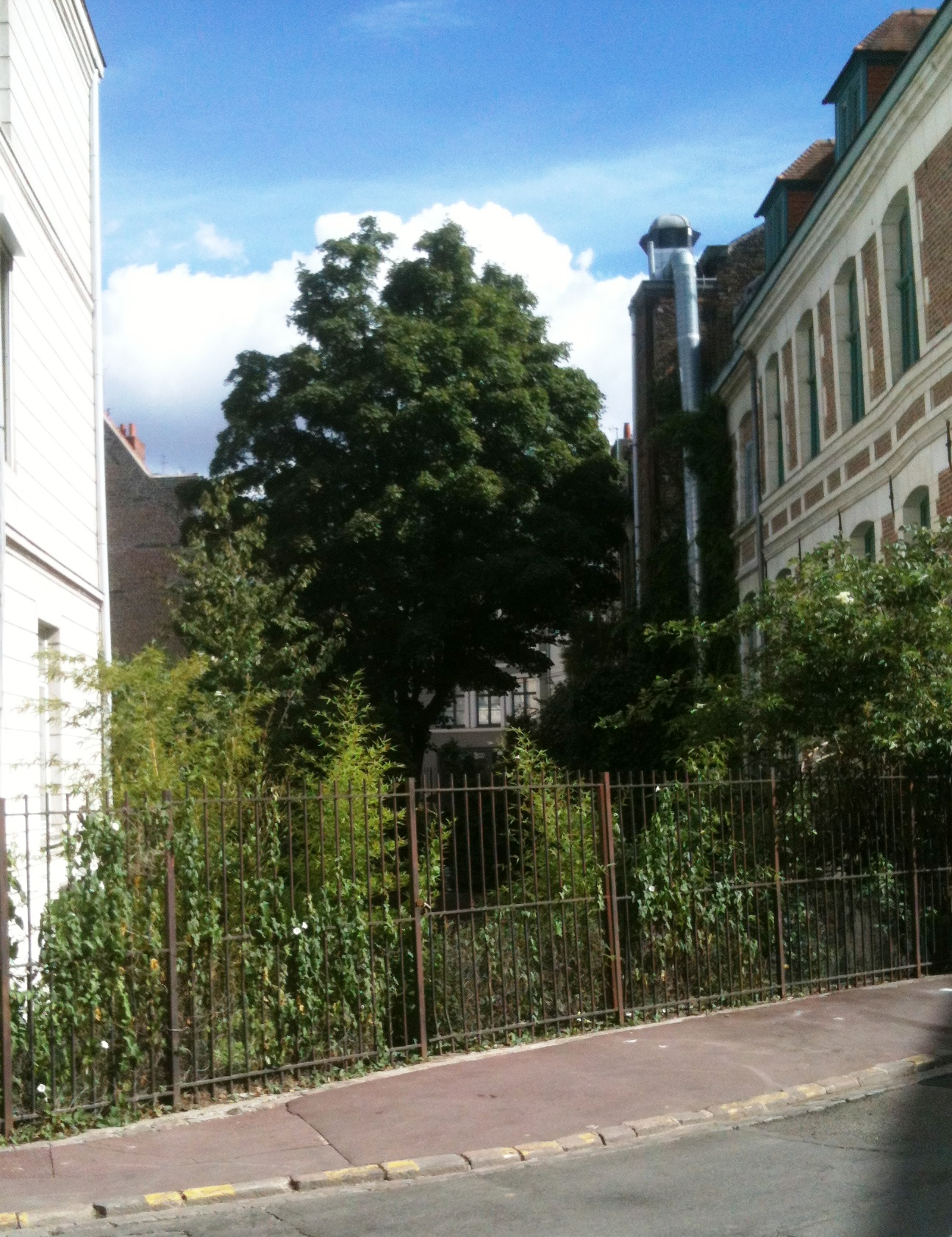
Ancien canal de la baignerie à Lille vu de la rue des Bouchers
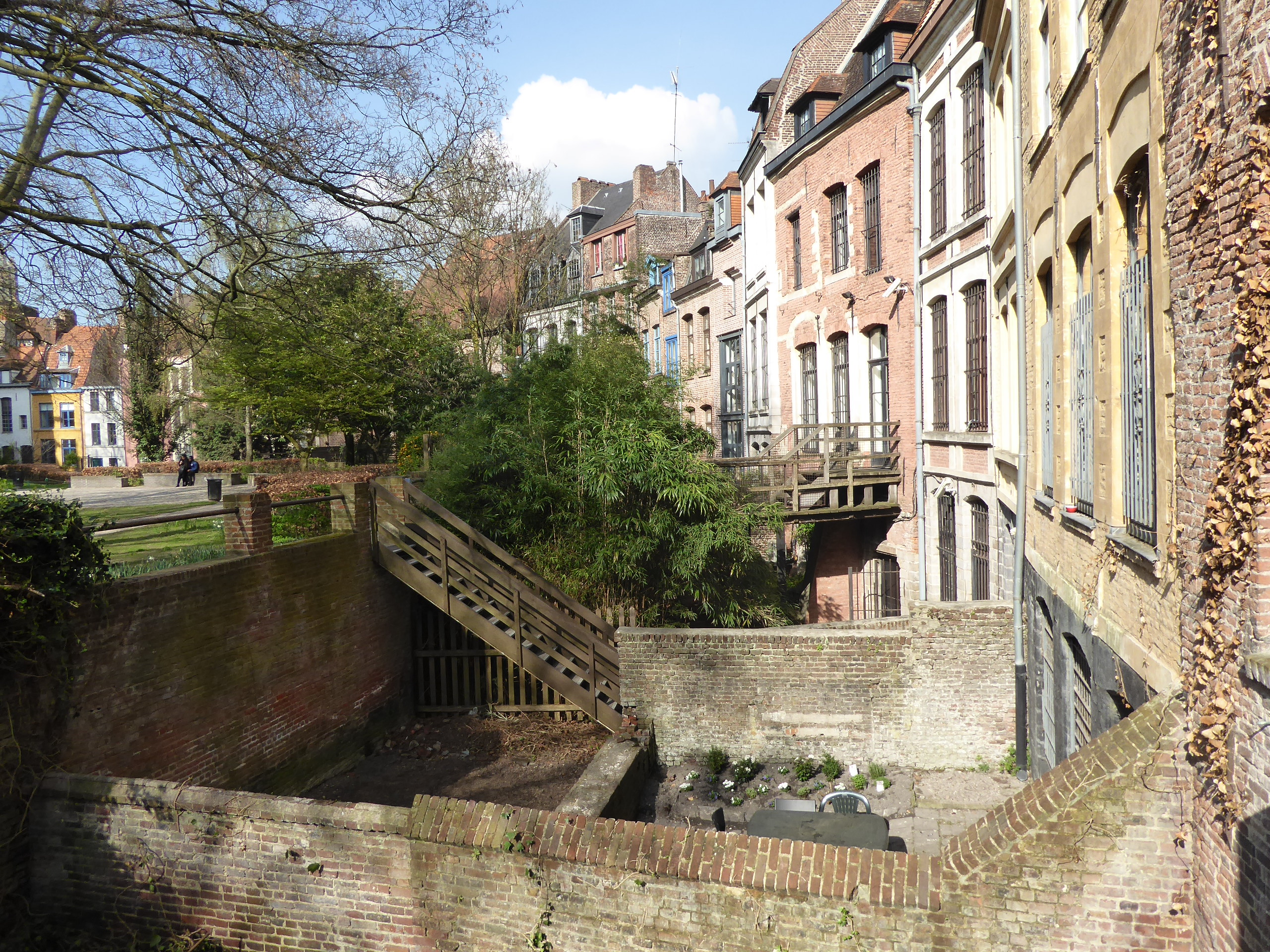
Fossé de l’ancien canal du cirque
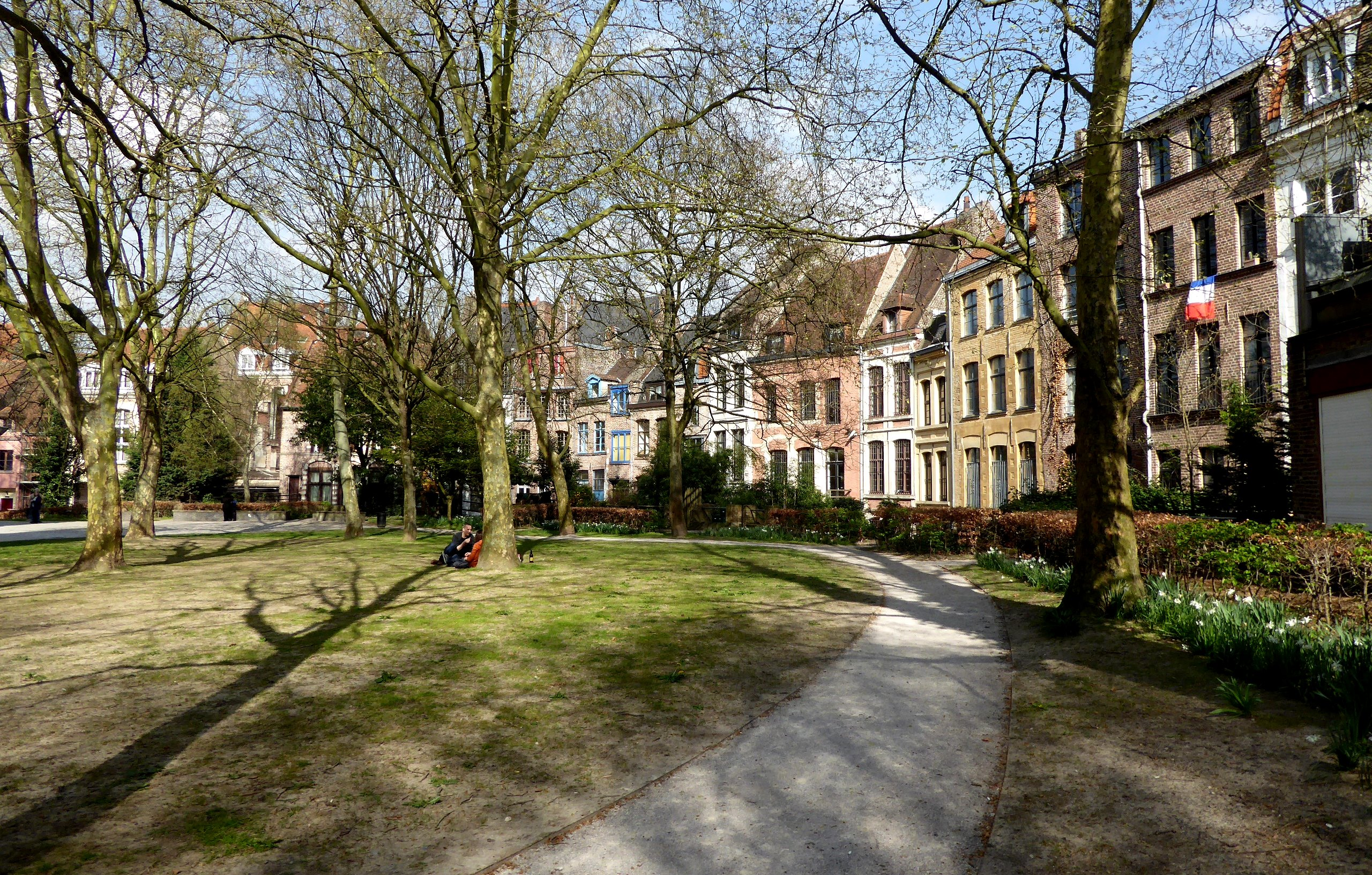
Maisons le long de l'ancien canal du cirque

### Canal du pont de Weppes
On peut deviner le passage du canal de Weppes le long des maisons bordant la rue éponyme, le fond des fossés étant le niveau des anciens quais, celui de la rue, actuellement zone 20 et passage piétons-cycles, étant la couverture de l'ancien canal qui passait sous une maison de la rue Esquermoise et se prolongeait par le canal de l'Arc sous l'actuelle rue Thiers.

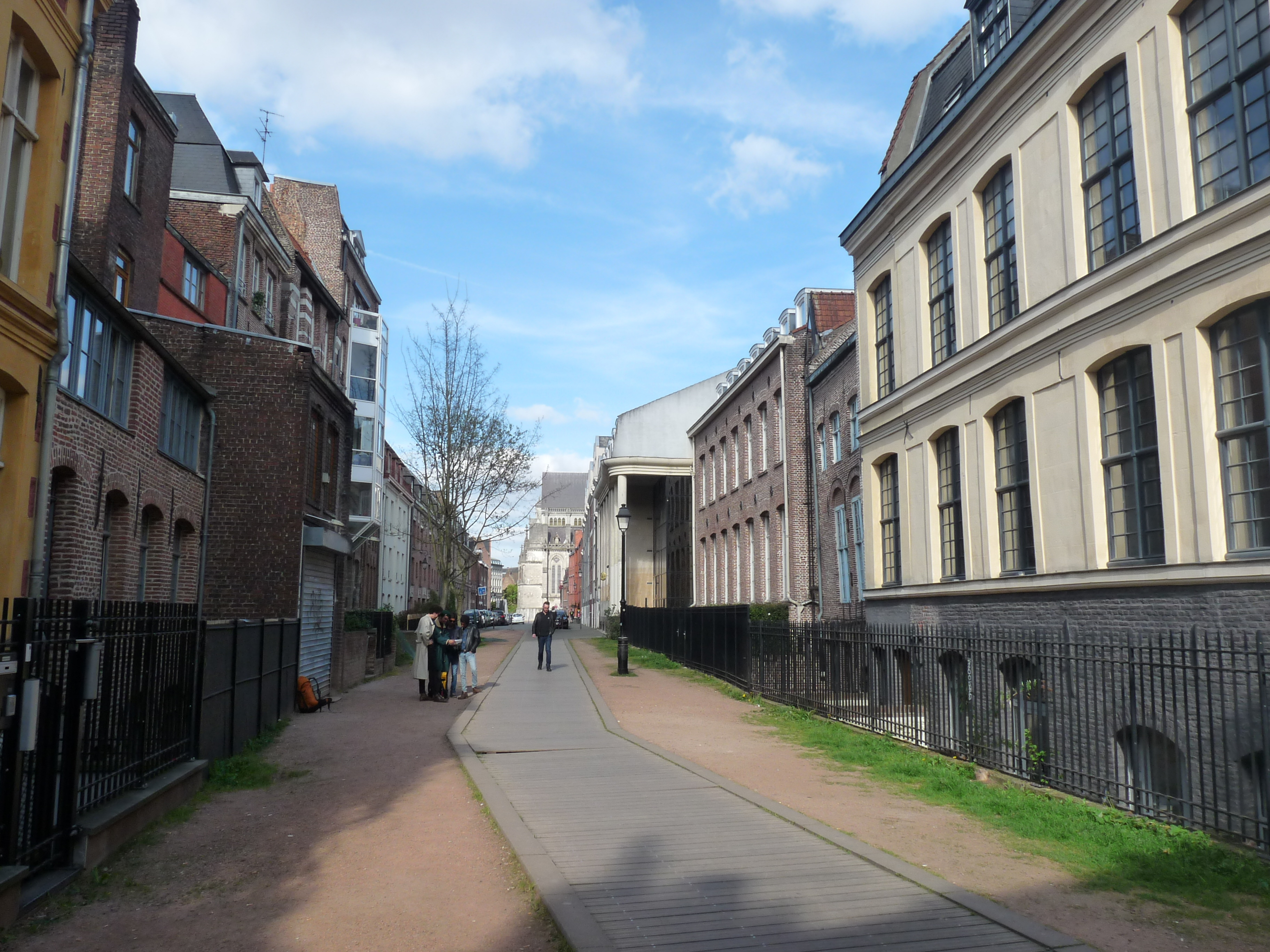
Rue de Weppes
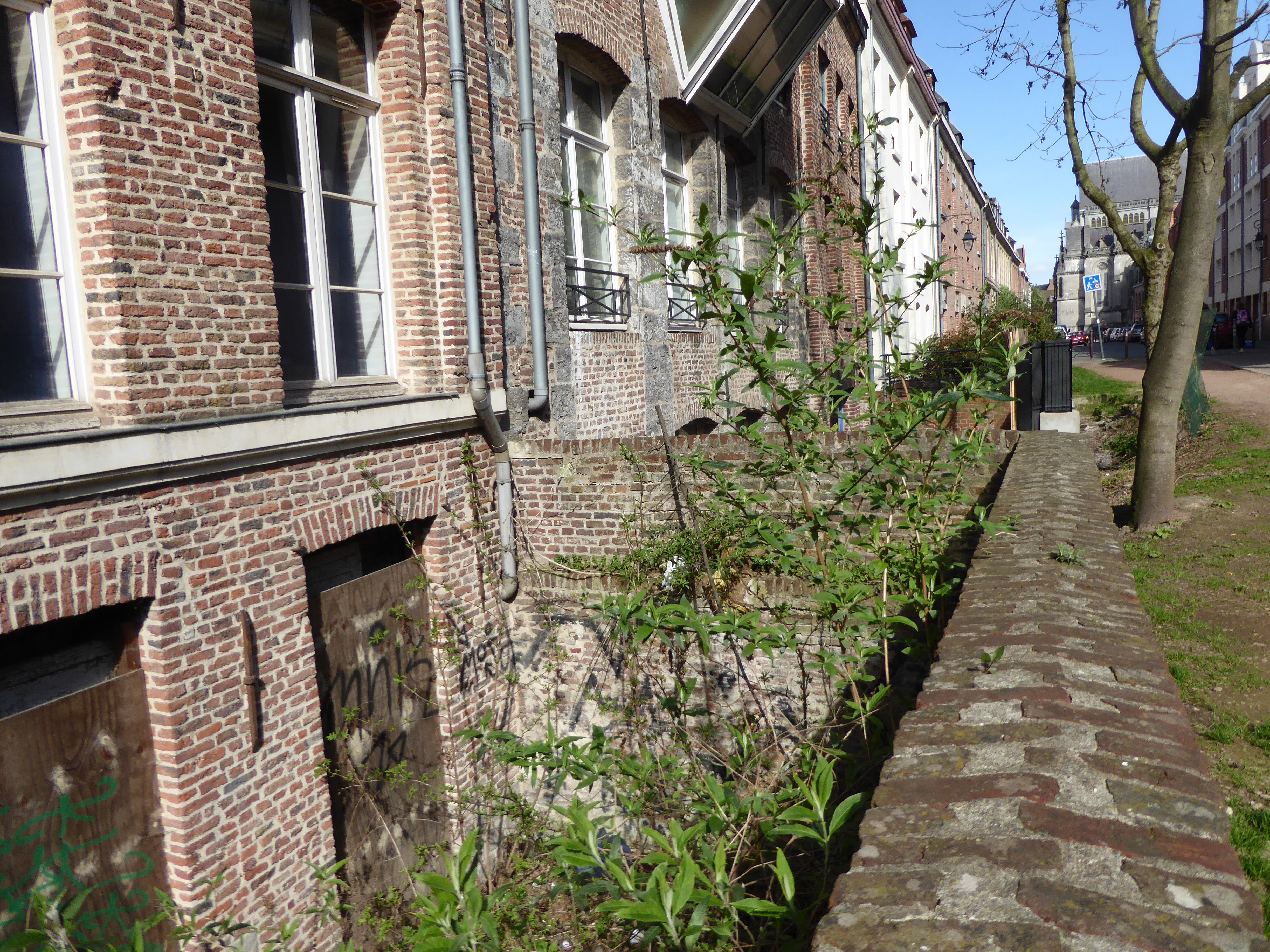
Fossés rue de Weppes

### Canal Saint-Pierre
Quelques tronçons des anciens canaux ont été recouverts et non comblés, notamment le canal Saint-Pierre ouvert à la visite lors des journées du patrimoine et le canal des Jésuites visible dans les locaux administratifs de la Préfecture, rue de l'hôpital-militaire.
Le vestige du moulin Saint-Pierre rue de la Monnaie rappelle le passage du canal Saint-Pierre arrivant sur la Basse Deûle.

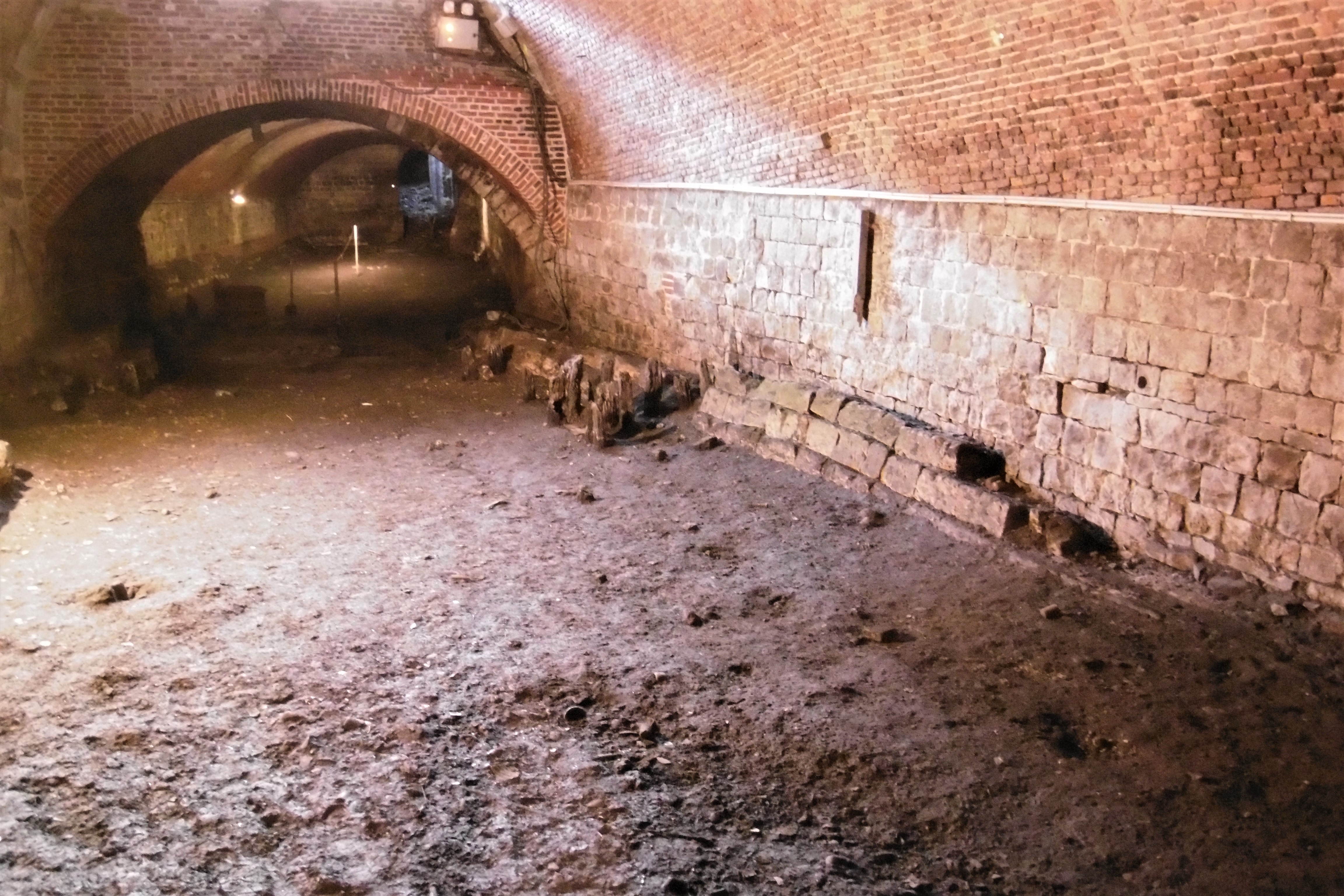
Canal Saint-Pierre. Vue vers la place Gilleson
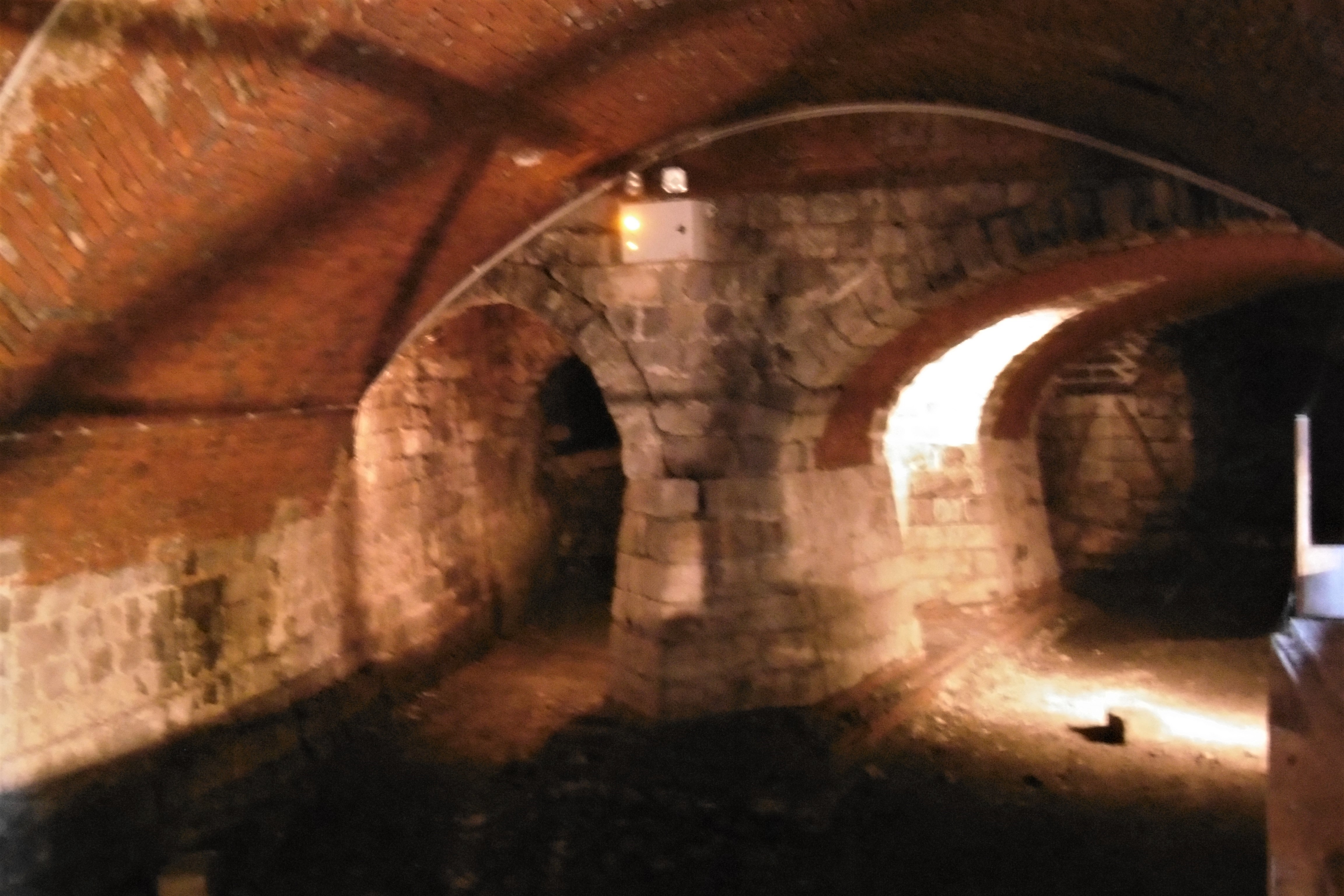
Canal Saint-Pierre. Vue vers la Basse Deûle
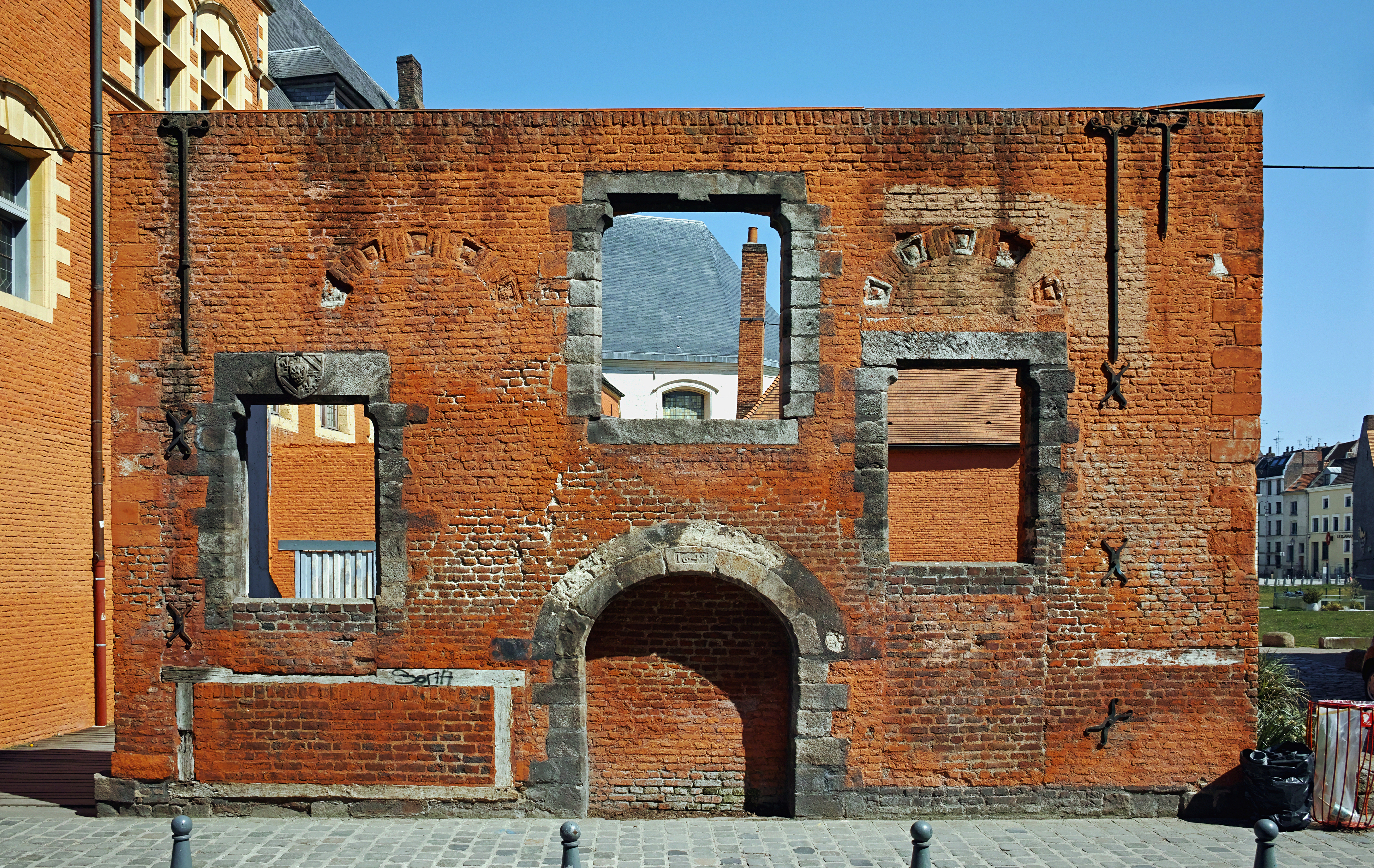
Vestige du moulin Saint-Pierre

### Canal des Vieux Hommes
La voûte du passage de l'ancien canal dans la courtine du rempart côté ville subsiste rue militaire .

### Quai du Wault
Le quai du Wault, ancien port amont dont l'existence avait été menacée dans les années 1960 par le projet d'un parking a été maintenu en eau bien que le passage navigable vers le canal de la Moyenne ait été interrompu.

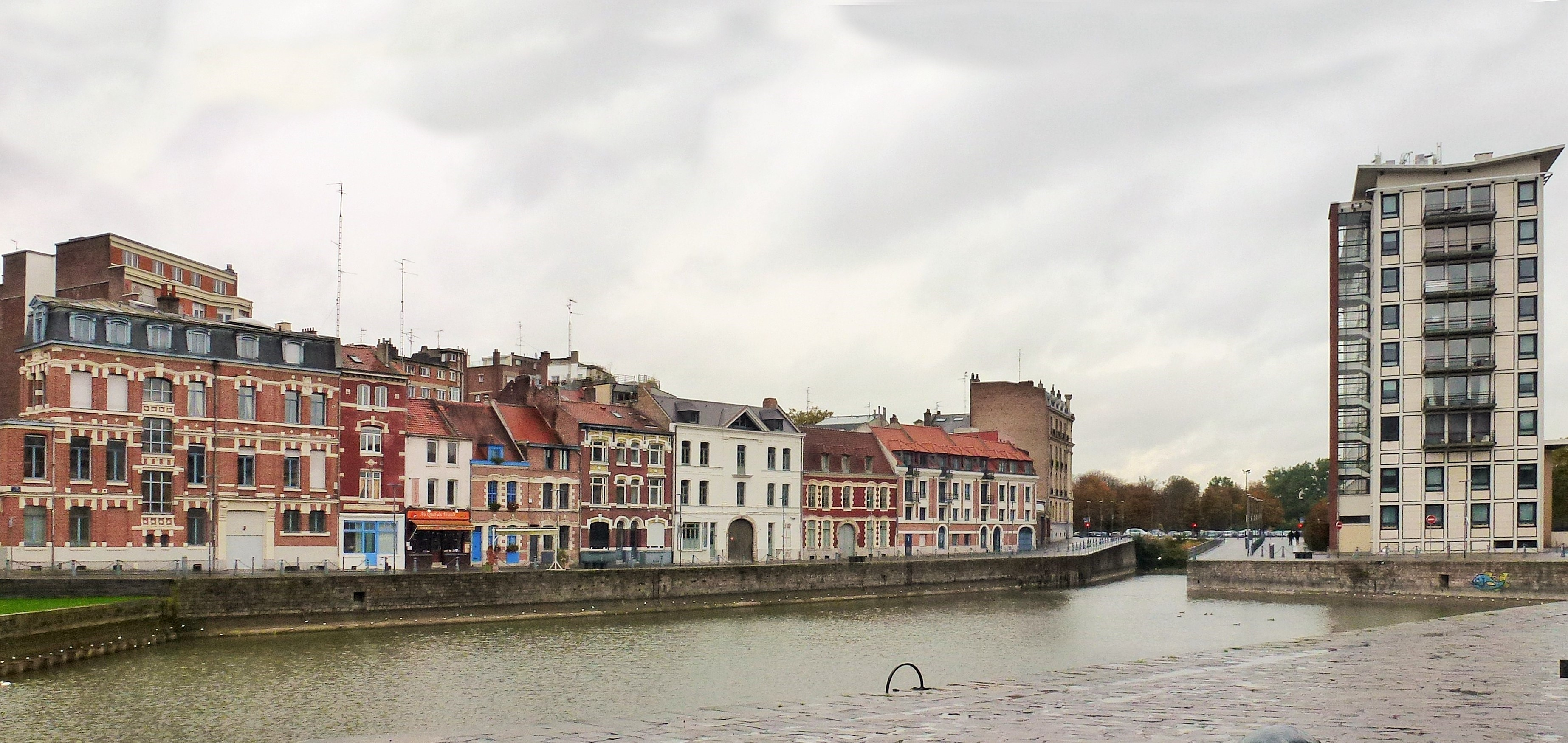
Quai du Wault. Vue vers la Moyenne Deûle
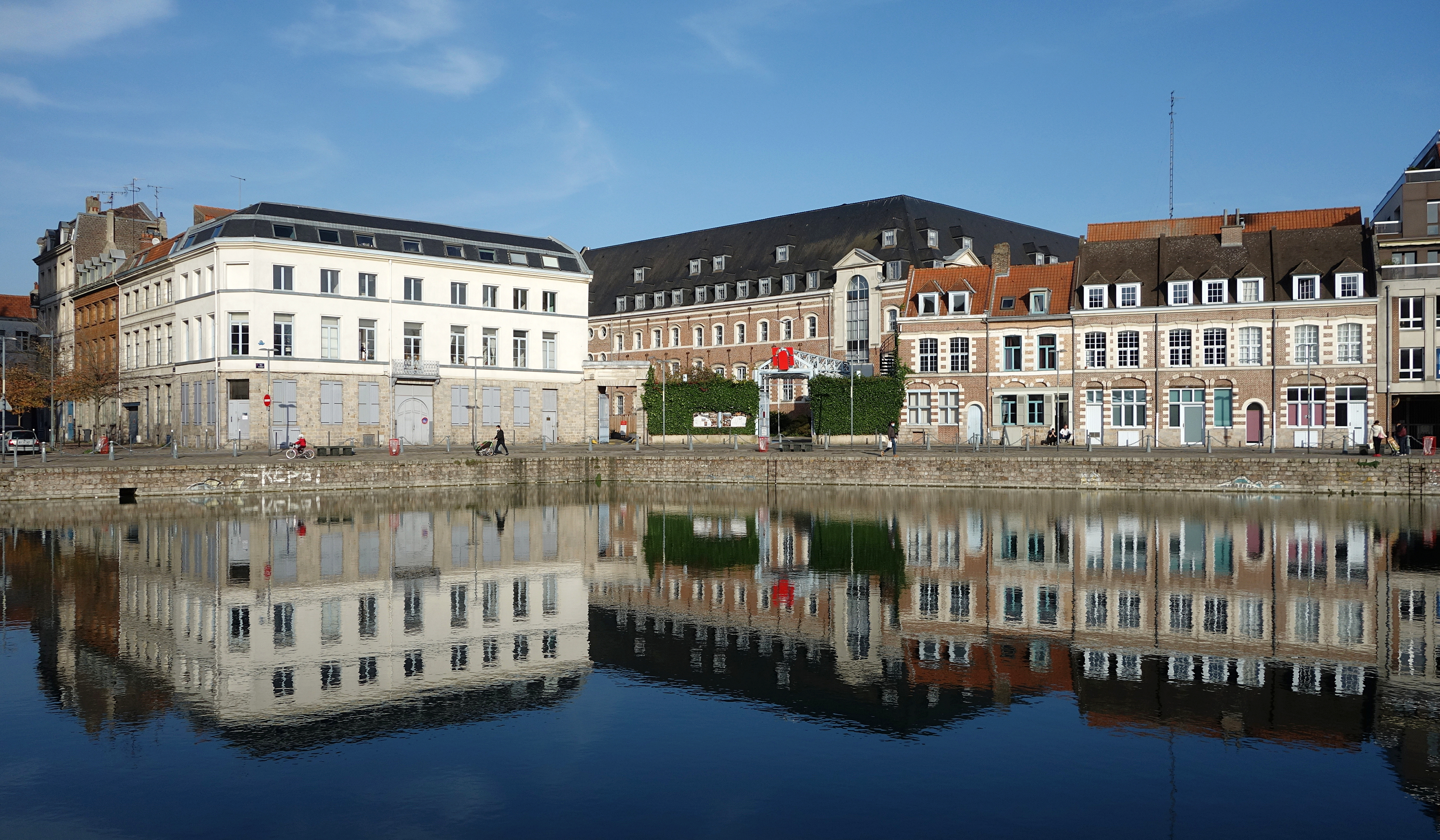
Quai du Wault. Vue vers l’ancien couvent des minimes

### Basse Deûle
La large avenue du Peuple belge avec son passage sous le pont-neuf témoigne de l'existence de l'ancien port.
Le premier niveau des immeubles du « rang du plat d'eau » bordant l'avenue du Peuple Belge, de part et d'autre du Pont-Neuf qui enjambait le port disparu et les escaliers d'accès à ce pont, laissent deviner l'ancien quai. On aperçoit au rez-de-chaussée et haut de la cave de l'immeuble du rang du plat d'eau de l'avenue du Peuple belge en aval du pont-neuf, le débouché de l'ancien canal souterrain de la citadelle (détournement du Bucquet en 1670).

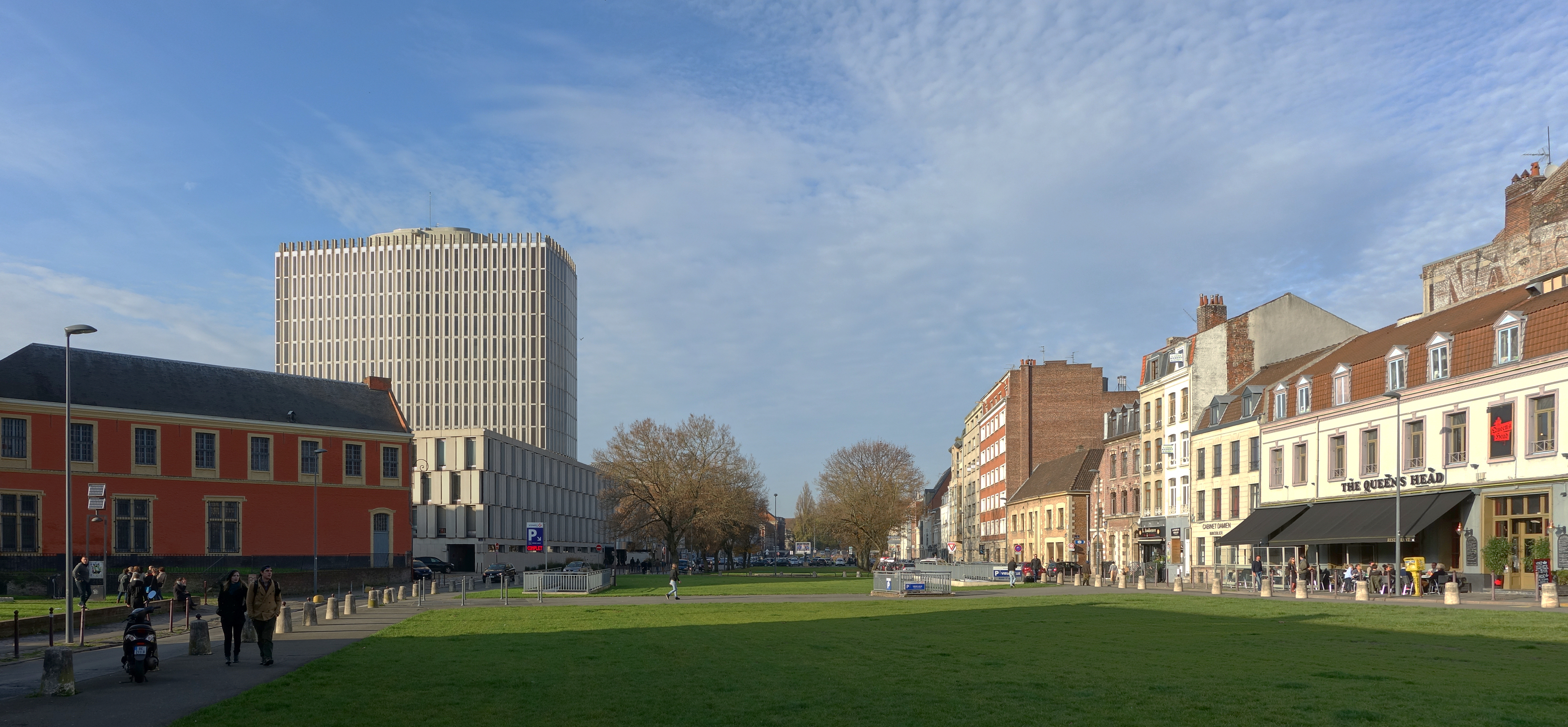
Avenue du peuple belge ancien port vu vers l'aval
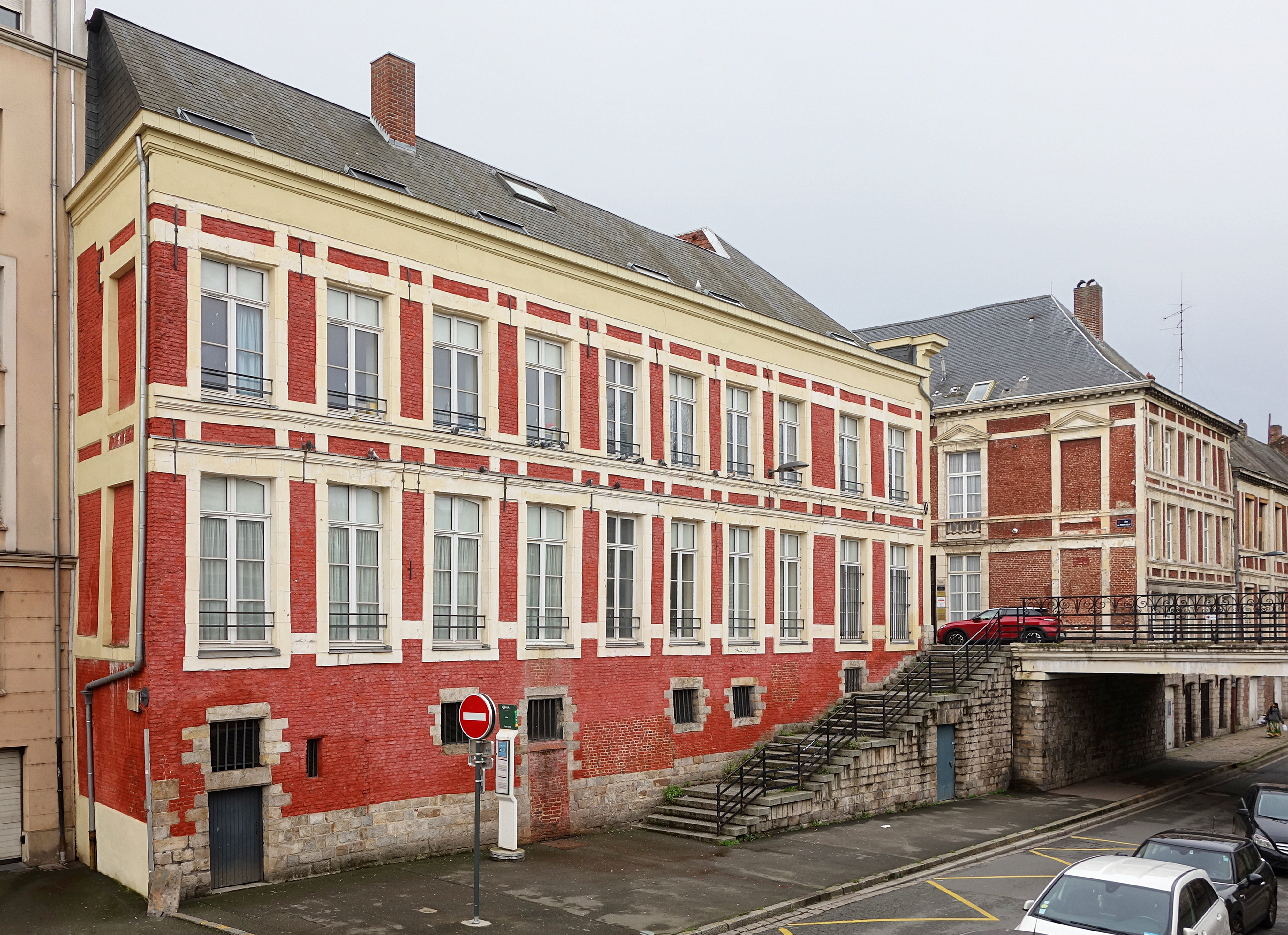
Immeubles du rang du plat d'eau. Vue de l'amont du Pont-neuf vers l'aval.
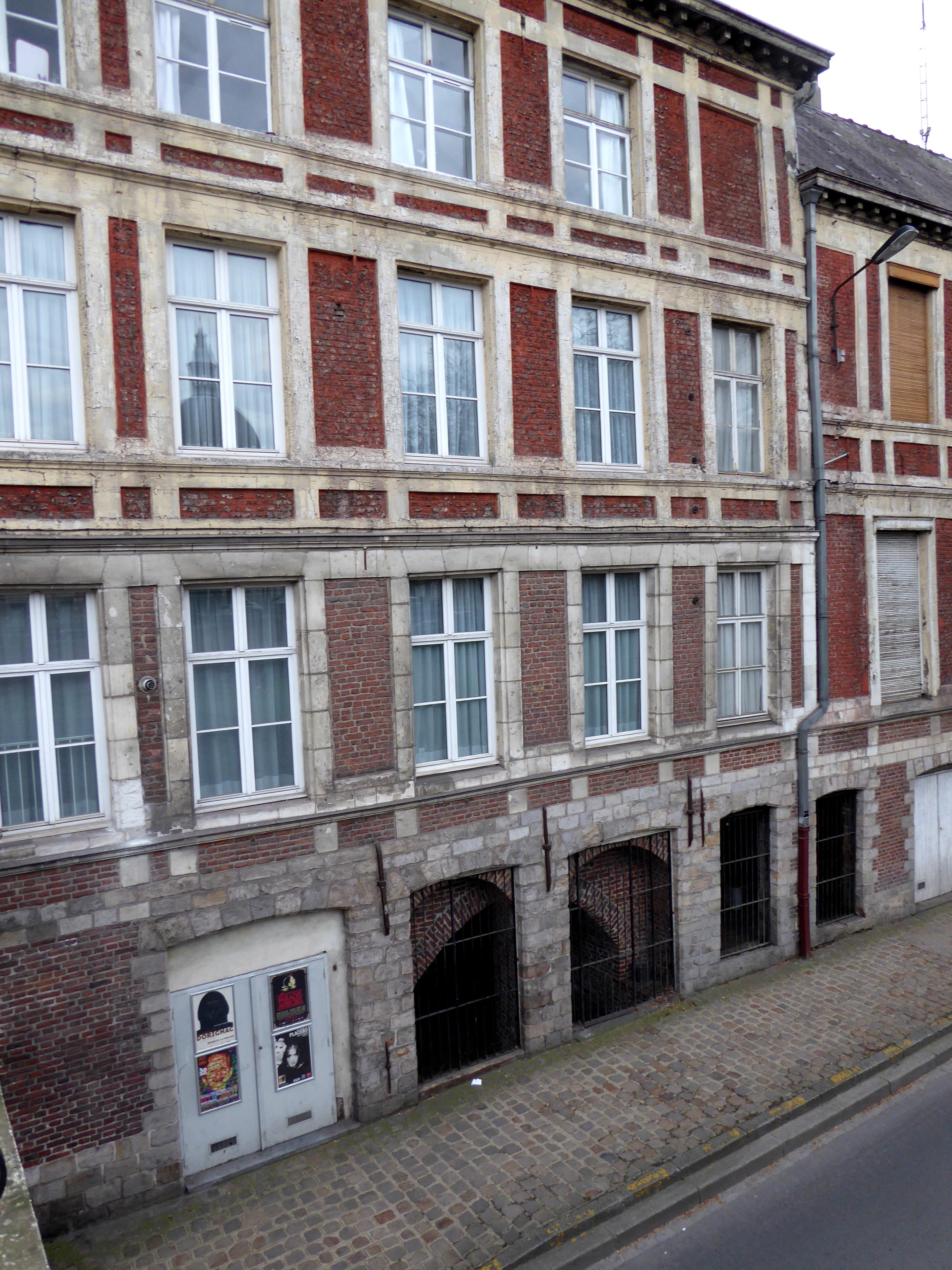
Immeuble du rang du plat d'eau en aval Pont-neuf. Débouché de l'ancien canal de la Citadelle derrière les grilles du rez-de-chaussée.

### Canal de la Moyenne Deûle
Le canal de la Moyenne Deûle resté en eau le long de la façade de l'esplanade n'est plus une voie navigable : il est devenu une impasse depuis l'interruption de la liaison avec la Basse Deûle sous le pont Sainte-Helène à Saint-André à la suite de la création du canal à grand gabarit à l'ouest de la Citadelle.

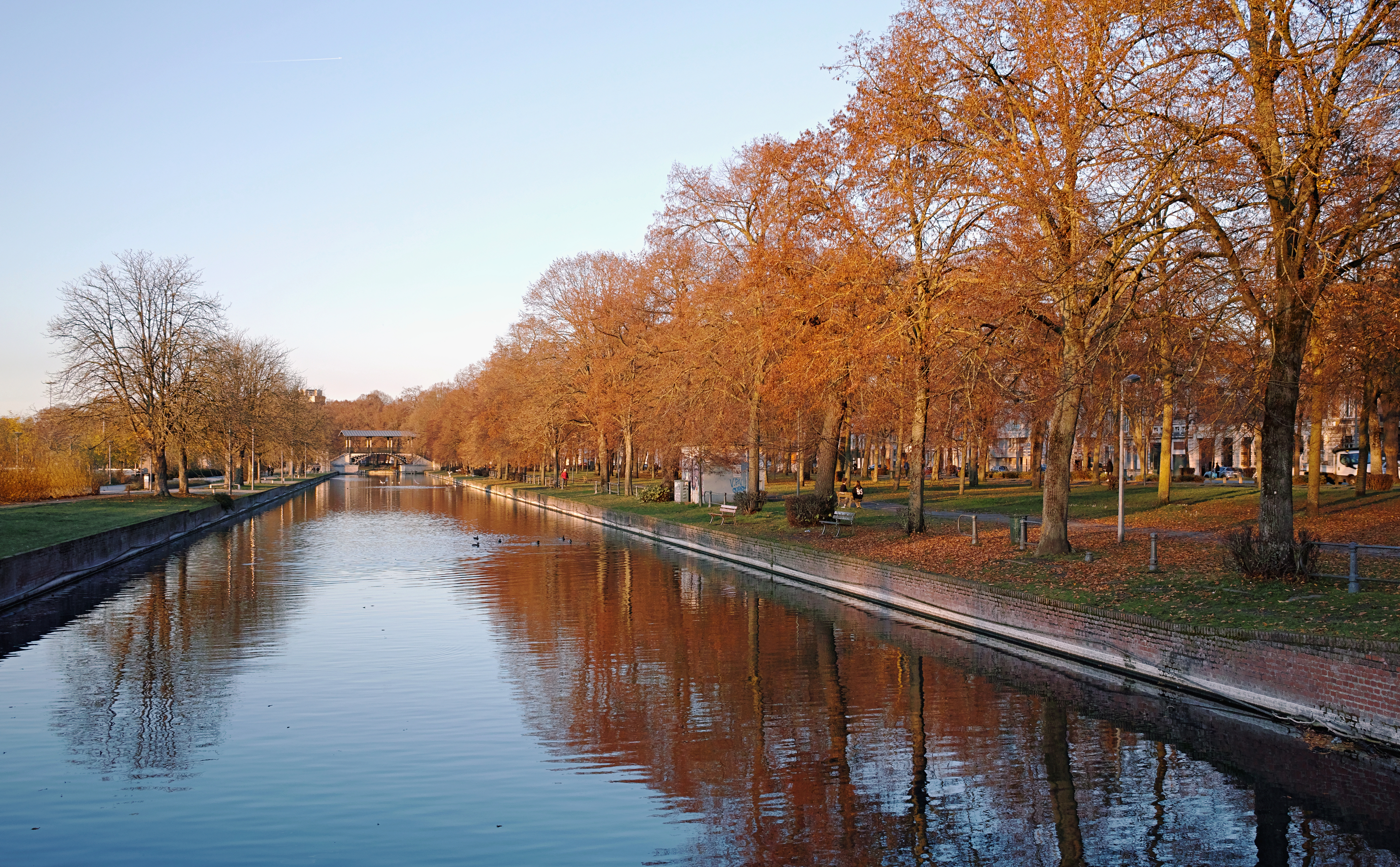
Canal de la Moyenne le long de l’esplanade
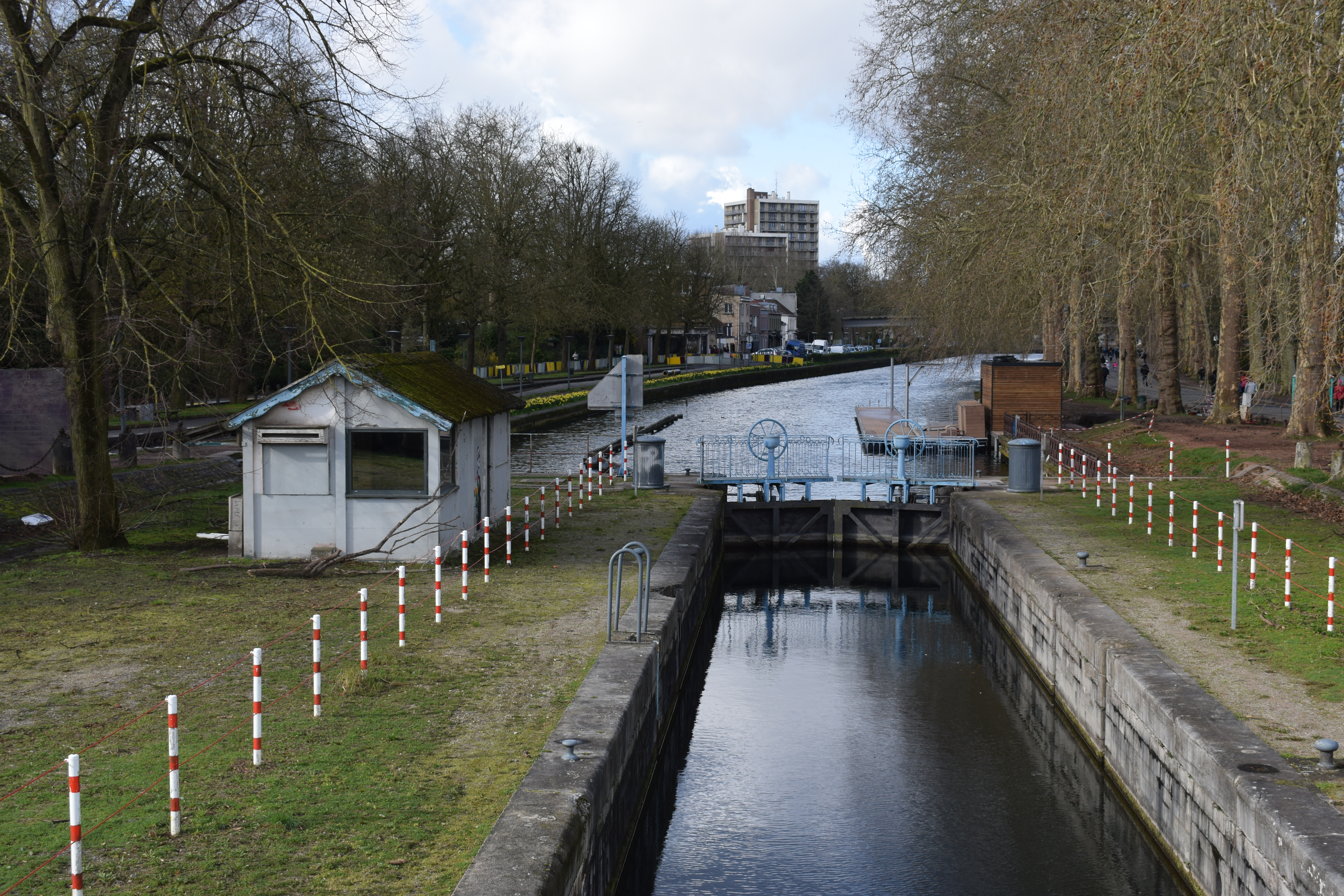
écluse de la Barre
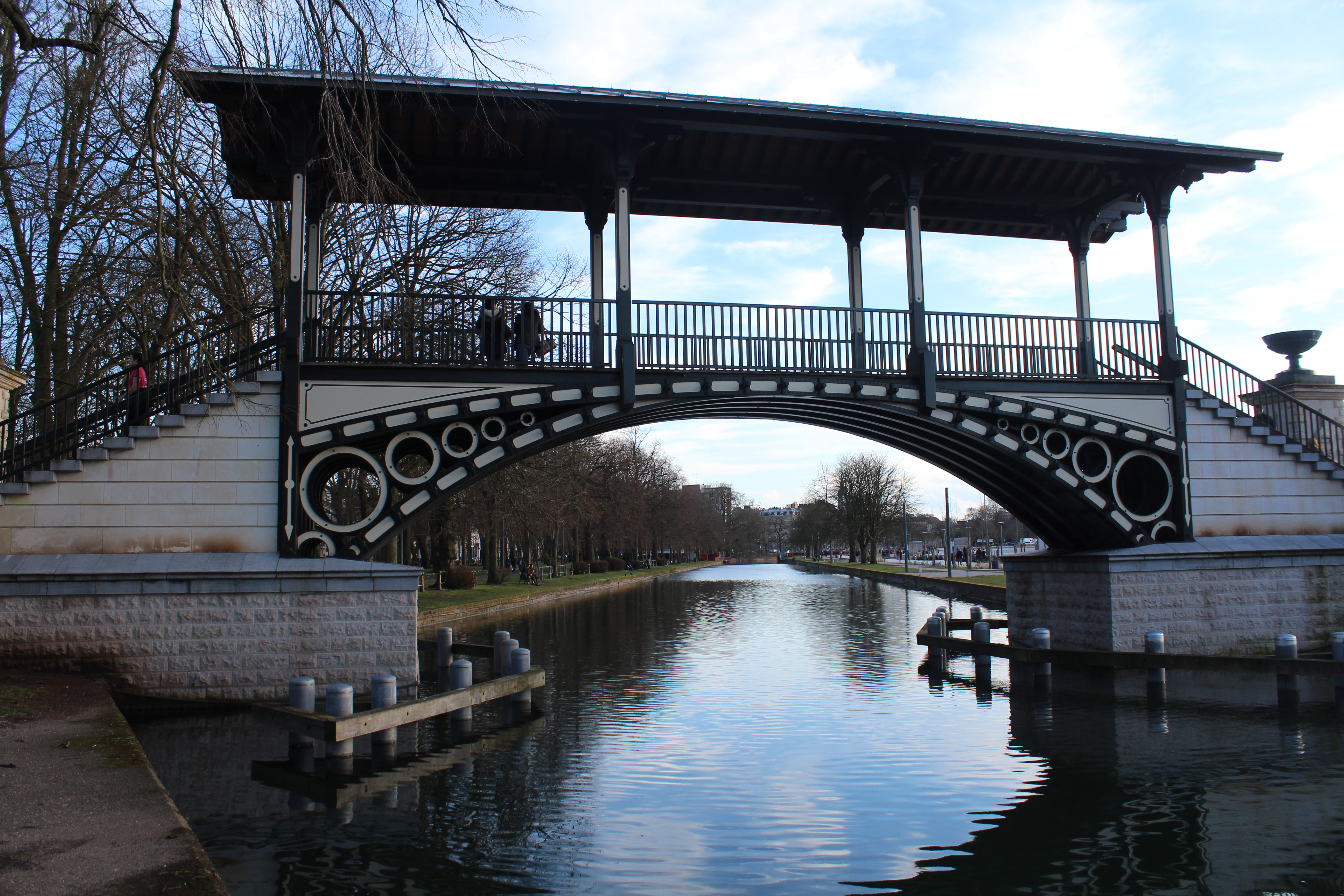
Pont Napoléon

### Toponymie

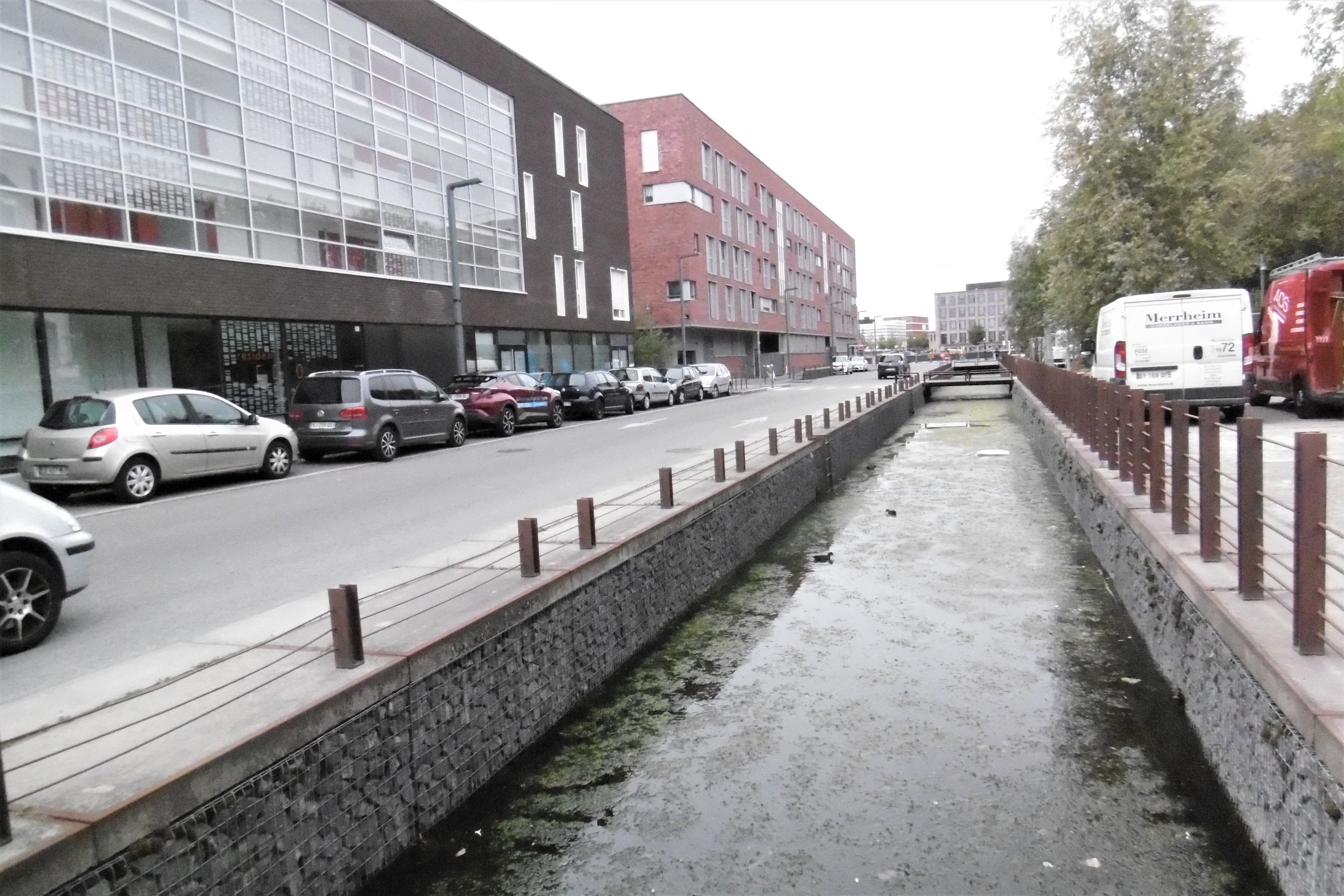
Rue du pont à Fourchon

Le nom d'un petit nombre de rues en garde le souvenir : rues de la Chaude Rivière et du Becquerel à Fives, rue des Fossés qui rappelle ceux à l'origine du canal des Molfonds et du canal des Jésuites, rue des Molfonds, rue des Ponts-de-Comines, rue des Poissonceaux perpendiculaire à l'ancien canal, rue de la Baignerie, rue de la Riviérette, rue des Stations, place de l'Arbonnoise, rue de la Piquerie qui évoque une ancienne pêcherie.
La rue du pont à Fourchon ouverte en 2001 dans le quartier des Bois Blancs rappelle par son bassin central la bifurcation des deux bras de la Deûle, Arbonnoise et Haute Deûle.

## Liste des anciens canaux
- Les canaux urbains à l'intérieur de l'enceinte de 1670 ;

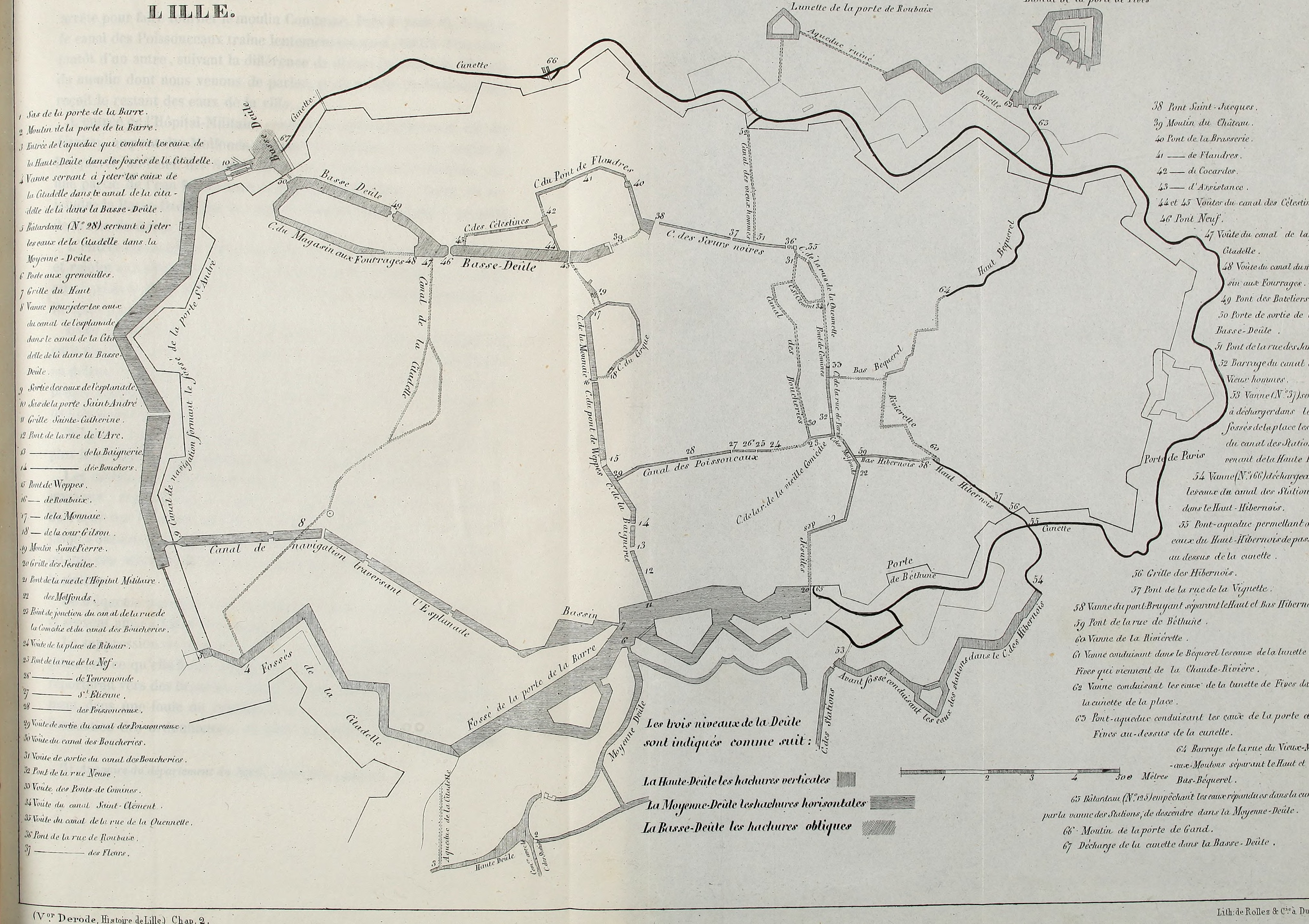
Plan des canaux dans l'Histoire de Lille et de la Flandre wallonne (1848) de Victor Derode

  - le canal de la Baignerie ou canal de l'Arc ;
  - le canal du Haut Becquerel et du bas Becquerel ;
  - le canal des Boucheries ;
  - le canal des Célestines ;
  - le canal de la Citadelle (canal souterrain) ;
  - le canal du Cirque ;
  - le canal des Hibernois ou Riviérette ;
  - le canal des Jésuites ou de l'abreuvoir aux Jésuites ;
  - le canal du Magasin aux fourrages ou canal de l'Araignée ;
  - le canal des Molfonds ;
  - le canal du Moulin du château ;
  - le canal des Poissonceaux ;
  - le canal des Ponts-de-Comines
  - le canal du pont de Flandre ;
  - le canal de la rue de Paris ;
  - le canal de la rue de la Quenette ;
  - le canal Saint-Clément ;
  - le canal Saint-Pierre, canal de la Monnaie ou du moulin Saint-Pierre ;
  - le canal des Sœurs noires ;
  - le canal des Vieux-Hommes ;
  - le canal de Weppes ou du Pont de Weppes ;
- Les ouvrages à l'extérieur de cette enceinte
  - la Digue ouvrage militaire servant à contrôler les inondations.
  - le canal de la Moyenne-Deûle
  - le canal des Stations ;
  - le canal de la Tortue ;
  - le canal Vauban